# 1998 en els vols espacials
Aquest article és una llista d'esdeveniments de vols espacials relacionats que es van produir el 1998.

## Llançaments
| Data i hora (UTC)    | Coet | Coet                                            | Plataforma de llançament                            | Plataforma de llançament                             | LSP                                                                     | LSP                                                                     |
| -------------------- | --- | ----------------------------------------------- | --------------------------------------------------- | ---------------------------------------------------- | ----------------------------------------------------------------------- | ----------------------------------------------------------------------- |
| Data i hora (UTC)    | Càrrega útil | Operador                                        | Òrbita                                              | Funció                                               | Deteriorament (UTC)                                                     | Resultat                                                                |
| Data i hora (UTC)    | Comentaris |                                                 |                                                     |                                                      |                                                                         |                                                                         |
| Gener                | |                                                 |                                                     |                                                      |                                                                         |                                                                         |
| 7 de gener 02:28     | Estats Units - Athena II | Estats Units - Athena II                        | Estats Units - Spaceport Florida LC-46              | Estats Units - Spaceport Florida LC-46               | Estats Units - Lockheed Martin                                          | Estats Units - Lockheed Martin                                          |
| 7 de gener 02:28     | Estats Units - Lunar Prospector | NASA                                            | Selenocèntrica                                      | Orbitador lunar                                      | 31 de juliol 1999                                                       | Reeixit                                                                 |
| 7 de gener 02:28     | Vol inaugural de l'Athena II, primer llançament orbital des de Spaceport Florida |                                                 |                                                     |                                                      |                                                                         |                                                                         |
| 10 de gener 00:32    | Estats Units - Delta II 7925-9.5 | Estats Units - Delta II 7925-9.5                | Estats Units - Cape Canaveral SLC-17B               | Estats Units - Cape Canaveral SLC-17B                | Estats Units - Boeing IDS                                               | Estats Units - Boeing IDS                                               |
| 10 de gener 00:32    | Regne Unit - Skynet 4D | MoD                                             | Geosíncrona                                         | Comunicacions                                        | En òrbita                                                               | Operacional                                                             |
| 16 de gener 03:25    | Estats Units - Minuteman II | Estats Units - Minuteman II                     | Estats Units - Vandenberg LF-03                     | Estats Units - Vandenberg LF-03                      | Estats Units - Força Aèria dels Estats Units d'Amèrica                  | Estats Units - Força Aèria dels Estats Units d'Amèrica                  |
| 16 de gener 03:25    | Estats Units - MSLS IFT-2 | Força Aèria dels Estats Units d'Amèrica         | Suborbital                                          | Objectiu d'ABM                                       | 16 de gener                                                             | Reeixit                                                                 |
| 16 de gener 03:46    | Estats Units - Payload Launch Vehicle | Estats Units - Payload Launch Vehicle           | Illes Marshall - Meck Island                        | Illes Marshall - Meck Island                         | Estats Units - Força Aèria dels Estats Units d'Amèrica/Orbital Sciences | Estats Units - Força Aèria dels Estats Units d'Amèrica/Orbital Sciences |
| 16 de gener 03:46    | Estats Units - EKV | Força Aèria dels Estats Units d'Amèrica         | Suborbital                                          | Interceptador d'ABM                                  | 16 de gener                                                             | Reeixit                                                                 |
| 22 de gener 12:56    | Israel - Shavit | Israel - Shavit                                 | Israel - Palmachim                                  | Israel - Palmachim                                   | Israel - ISA                                                            | Israel - ISA                                                            |
| 22 de gener 12:56    | Israel - Ofeq-4 |                                                 | Destinat: Terrestre baixa (retrògrada)              | Reconeixement                                        | 22 de gener                                                             | Error de llançament                                                     |
| 22 de gener 12:56    | Error en la 2a etapa |                                                 |                                                     |                                                      |                                                                         |                                                                         |
| 23 de gener 02:48    | Estats Units - Transbordador espacial Endeavour | Estats Units - Transbordador espacial Endeavour | Estats Units - Kennedy LC-39A                       | Estats Units - Kennedy LC-39A                        | Estats Units - United Space Alliance                                    | Estats Units - United Space Alliance                                    |
| 23 de gener 02:48    | Estats Units - STS-89 | NASA                                            | Terrestre baixa (Mir)                               | Programa Shuttle-Mir                                 | 31 de gener 16:57                                                       | Reeixit                                                                 |
| 23 de gener 02:48    | Estats Units - SpaceHab Logistics Double Module | NASA/SpaceHab                                   | Terrestre baixa (Endeavour)                         | Logística                                            | 31 de gener 16:57                                                       | Reeixit                                                                 |
| 23 de gener 02:48    | Vol orbital tripulat amb set astronautes |                                                 |                                                     |                                                      |                                                                         |                                                                         |
| 25 de gener 08:35    | Japó - S-310 | Japó - S-310                                    | Japó - Uchinoura Pad K                              | Japó - Uchinoura Pad K                               | Japó - ISAS                                                             | Japó - ISAS                                                             |
| 25 de gener 08:35    | Japó - SEEK | ISAS                                            | Suborbital                                          | Ozone/Investigació en aeronomia                      | 25 de gener                                                             | Reeixit                                                                 |
| 26 de gener 12:26    | Estats Units - Nike Orion | Estats Units - Nike Orion                       | Suècia - Esrange                                    | Suècia - Esrange                                     | Suècia - SSC                                                            | Suècia - SSC                                                            |
| 26 de gener 12:26    | Suècia Alemanya - MERMAID | SSC/DLR                                         | Suborbital                                          | Investigació de microgravetat                        | 26 de gener                                                             | Reeixit                                                                 |
| 29 de gener 16:33    | Rússia - Soiuz-U | Rússia - Soiuz-U                                | Kazakhstan - Baikonur Site 1/5                      | Kazakhstan - Baikonur Site 1/5                       | Rússia - Roskosmos                                                      | Rússia - Roskosmos                                                      |
| 29 de gener 16:33    | Rússia - Soiuz TM-27 | Roskosmos                                       | Terrestre baixa (Mir)                               | Mir EO-25                                            | 25 d'agost 05:24                                                        | Reeixit                                                                 |
| 29 de gener 16:33    | Vol orbital tripulat amb tres cosmonautes |                                                 |                                                     |                                                      |                                                                         |                                                                         |
| 29 de gener 18:37    | Estats Units - Atlas IIA | Estats Units - Atlas IIA                        | Estats Units - Cape Canaveral SLC-36A               | Estats Units - Cape Canaveral SLC-36A                | Estats Units                                                            | Estats Units                                                            |
| 29 de gener 18:37    | Estats Units - USA-137 (SDS-3-1) | NRO                                             | Molnia                                              | Comunicacions                                        | En òrbita                                                               | Operacional                                                             |
| 29 de gener 18:37    | NRO Launch 5 |                                                 |                                                     |                                                      |                                                                         |                                                                         |
| 31 de gener 04:30    | Japó - S-520 | Japó - S-520                                    | Japó - Uchinoura Pad K                              | Japó - Uchinoura Pad K                               | Japó - ISAS                                                             | Japó - ISAS                                                             |
| 31 de gener 04:30    | Japó - XUV Doppler Telescope | ISAS                                            | Suborbital                                          | Observació solar                                     | 31 de gener                                                             | Reeixit                                                                 |
| 31 de gener 23:43    | Brasil - VS-30 | Brasil - VS-30                                  | Noruega - Andøya                                    | Noruega - Andøya                                     | Brasil - INPE                                                           | Brasil - INPE                                                           |
| 31 de gener 23:43    | Alemanya - AL-VS30-229 | DLR                                             | Suborbital                                          | Investigació d'Aeronomia                             | 31 de gener                                                             | Reeixit                                                                 |
| Febrer               | |                                                 |                                                     |                                                      |                                                                         |                                                                         |
| 4 de febrer 23:29    | Europa - Ariane 4 44LP | Europa - Ariane 4 44LP                          | França - Kourou ELA-2                               | França - Kourou ELA-2                                | França - Arianespace                                                    | França - Arianespace                                                    |
| 4 de febrer 23:29    | Brasil - Brazilsat B3 | Embratel                                        | Geoestacionària                                     | Comunicacions                                        | En òrbita                                                               | Operacional                                                             |
| 4 de febrer 23:29    | Regne Unit - Inmarsat 3F5 | Inmarsat                                        | Geoestacionària                                     | Comunicacions                                        | En òrbita                                                               | Operacional                                                             |
| 5 de febrer 08:30    | Japó - S-520 | Japó - S-520                                    | Japó - Uchinoura Pad K                              | Japó - Uchinoura Pad K                               | Japó - ISAS                                                             | Japó - ISAS                                                             |
| 5 de febrer 08:30    | | ISAS                                            | Suborbital                                          | Investigació de plasma                               | 5 de febrer                                                             | Reeixit                                                                 |
| 7 de febrer 07:40    | Regne Unit - Skylark VII | Regne Unit - Skylark VII                        | Suècia - Esrange Pad S                              | Suècia - Esrange Pad S                               | Suècia - SSC                                                            | Suècia - SSC                                                            |
| 7 de febrer 07:40    | Suècia - TEXUS 36 | SSC                                             | Suborbital                                          | Investigació de microgravetat                        | 7 de febrer                                                             | Reeixit                                                                 |
| 10 de febrer         | Estats Units - Trident C-4 | Estats Units - Trident C-4                      | Estats Units - Submarí, Eastern Range               | Estats Units - Submarí, Eastern Range                | Estats Units - Marina dels Estats Units d'Amèrica                       | Estats Units - Marina dels Estats Units d'Amèrica                       |
| 10 de febrer         | | Marina dels Estats Units d'Amèrica              | Suborbital                                          | Prova de míssils                                     | 10 de febrer                                                            | Reeixit                                                                 |
| 10 de febrer         | Estats Units - Trident C-4 | Estats Units - Trident C-4                      | Estats Units - Submarí, Eastern Range               | Estats Units - Submarí, Eastern Range                | Estats Units - Marina dels Estats Units d'Amèrica                       | Estats Units - Marina dels Estats Units d'Amèrica                       |
| 10 de febrer         | | Marina dels Estats Units d'Amèrica              | Suborbital                                          | Prova de míssils                                     | 10 de febrer                                                            | Reeixit                                                                 |
| 10 de febrer         | Estats Units - Trident C-4 | Estats Units - Trident C-4                      | Estats Units - Submarí, Eastern Range               | Estats Units - Submarí, Eastern Range                | Estats Units - Marina dels Estats Units d'Amèrica                       | Estats Units - Marina dels Estats Units d'Amèrica                       |
| 10 de febrer         | | Marina dels Estats Units d'Amèrica              | Suborbital                                          | Prova de míssils                                     | 10 de febrer                                                            | Reeixit                                                                 |
| 10 de febrer         | Estats Units - Trident C-4 | Estats Units - Trident C-4                      | Estats Units - Submarí, Eastern Range               | Estats Units - Submarí, Eastern Range                | Estats Units - Marina dels Estats Units d'Amèrica                       | Estats Units - Marina dels Estats Units d'Amèrica                       |
| 10 de febrer         | | Marina dels Estats Units d'Amèrica              | Suborbital                                          | Prova de míssils                                     | 10 de febrer                                                            | Reeixit                                                                 |
| 10 de febrer 13:20   | Estats Units - Taurus 2210 | Estats Units - Taurus 2210                      | Estats Units - Vandenberg LC-576E                   | Estats Units - Vandenberg LC-576E                    | Estats Units - Orbital Sciences                                         | Estats Units - Orbital Sciences                                         |
| 10 de febrer 13:20   | Estats Units - GFO | Marina dels Estats Units d'Amèrica              | Terrestre baixa                                     | Radar altimetry                                      | En òrbita                                                               | Operacional                                                             |
| 10 de febrer 13:20   | Estats Units - Orbcomm G1 | Orbcomm                                         | Terrestre baixa                                     | Comunicacions                                        | En òrbita                                                               | Operacional                                                             |
| 10 de febrer 13:20   | Estats Units - Orbcomm G2 | Orbcomm                                         | Terrestre baixa                                     | Comunicacions                                        | En òrbita                                                               | Operacional                                                             |
| 10 de febrer 13:20   | Estats Units - Celestis-02 | Celestis                                        | Terrestre baixa                                     | Space burial                                         | En òrbita                                                               | Reeixit                                                                 |
| 11 de febrer 09:42   | Estats Units - Nike-Orion | Estats Units - Nike-Orion                       | Suècia - Esrange                                    | Suècia - Esrange                                     | Alemanya - DLR                                                          | Alemanya - DLR                                                          |
| 11 de febrer 09:42   | Alemanya - Texus-5 | DLR                                             | Suborbital                                          | Investigació de microgravetat                        | 11 de febrer                                                            | Reeixit                                                                 |
| 14 de febrer 14:34   | Estats Units - Delta II 7420-10C | Estats Units - Delta II 7420-10C                | Estats Units - Cape Canaveral SLC-17A               | Estats Units - Cape Canaveral SLC-17A                | Estats Units - Boeing IDS                                               | Estats Units - Boeing IDS                                               |
| 14 de febrer 14:34   | Estats Units - Globalstar 1 | Globalstar                                      | Terrestre baixa                                     | Comunicacions                                        | En òrbita                                                               | Operacional                                                             |
| 14 de febrer 14:34   | Estats Units - Globalstar 4 | Globalstar                                      | Terrestre baixa                                     | Comunicacions                                        | En òrbita                                                               | Operacional                                                             |
| 14 de febrer 14:34   | Estats Units - Globalstar 2 | Globalstar                                      | Terrestre baixa                                     | Comunicacions                                        | En òrbita                                                               | Operacional                                                             |
| 14 de febrer 14:34   | Estats Units - Globalstar 3 | Globalstar                                      | Terrestre baixa                                     | Comunicacions                                        | En òrbita                                                               | Operacional                                                             |
| 14 de febrer 14:34   | Vol inaugural del Delta II 7420 |                                                 |                                                     |                                                      |                                                                         |                                                                         |
| 17 de febrer 10:34   | Rússia - Soiuz-U | Rússia - Soiuz-U                                | Kazakhstan - Baikonur Site 31/6                     | Kazakhstan - Baikonur Site 31/6                      | Rússia                                                                  | Rússia                                                                  |
| 17 de febrer 10:34   | Rússia - Kosmos 2349 (Yantar) |                                                 | Terrestre baixa                                     | Cartografia                                          | 2 d'abril                                                               | Reeixit                                                                 |
| 18 de febrer 13:58   | Estats Units - Delta II 7920-10C | Estats Units - Delta II 7920-10C                | Estats Units - Vandenberg SLC-2W                    | Estats Units - Vandenberg SLC-2W                     | Estats Units - Boeing IDS                                               | Estats Units - Boeing IDS                                               |
| 18 de febrer 13:58   | Estats Units - Iridium 52 | Iridium                                         | Terrestre baixa                                     | Comunicacions                                        | En òrbita                                                               | Operacional                                                             |
| 18 de febrer 13:58   | Estats Units - Iridium 56 | Iridium                                         | Terrestre baixa                                     | Comunicacions                                        | En òrbita                                                               | Operacional                                                             |
| 18 de febrer 13:58   | Estats Units - Iridium 54 | Iridium                                         | Terrestre baixa                                     | Comunicacions                                        | En òrbita                                                               | Operacional                                                             |
| 18 de febrer 13:58   | Estats Units - Iridium 50 | Iridium                                         | Terrestre baixa                                     | Comunicacions                                        | En òrbita                                                               | Operacional                                                             |
| 18 de febrer 13:58   | Estats Units - Iridium 53 | Iridium                                         | Terrestre baixa                                     | Comunicacions                                        | En òrbita                                                               | Operacional                                                             |
| 19 de febrer         | Rússia - R-29 | Rússia - R-29                                   | Rússia - Submarí, Barents Sea                       | Rússia - Submarí, Barents Sea                        | Rússia - Marina russa                                                   | Rússia - Marina russa                                                   |
| 19 de febrer         | | Marina russa                                    | Suborbital                                          | Prova de míssils                                     | 19 de febrer                                                            | Reeixit                                                                 |
| 19 de febrer         | Rússia - R-29 | Rússia - R-29                                   | Rússia - Submarí, Barents Sea                       | Rússia - Submarí, Barents Sea                        | Rússia - Marina russa                                                   | Rússia - Marina russa                                                   |
| 19 de febrer         | | Marina russa                                    | Suborbital                                          | Prova de míssils                                     | 19 de febrer                                                            | Reeixit                                                                 |
| 20 de febrer 00:09   | Canadà - Black Brant VC | Canadà - Black Brant VC                         | Puerto Rico - Arecibo                               | Puerto Rico - Arecibo                                | Estats Units - NASA                                                     | Estats Units - NASA                                                     |
| 20 de febrer 00:09   | Estats Units - Coqui Dos SAL | NASA                                            | Suborbital                                          | Investigació de la Ionosfera                         | 20 de febrer                                                            | Reeixit                                                                 |
| 20 de febrer 00:37   | Canadà - Black Brant VC | Canadà - Black Brant VC                         | Puerto Rico - Arecibo                               | Puerto Rico - Arecibo                                | Estats Units - NASA                                                     | Estats Units - NASA                                                     |
| 20 de febrer 00:37   | Estats Units - Coqui Dos | NASA                                            | Suborbital                                          | Investigació de la Ionosfera                         | 20 de febrer                                                            | Reeixit                                                                 |
| 20 de febrer 08:23   | Estats Units - Minuteman III | Estats Units - Minuteman III                    | Estats Units - Vandenberg LF-04                     | Estats Units - Vandenberg LF-04                      | Estats Units - Força Aèria dels Estats Units d'Amèrica                  | Estats Units - Força Aèria dels Estats Units d'Amèrica                  |
| 20 de febrer 08:23   | Estats Units - FOT GT166GM | Força Aèria dels Estats Units d'Amèrica         | Suborbital                                          | Prova de míssils                                     | 20 de febrer                                                            | Error                                                                   |
| 21 de febrer 07:55   | Japó - H-II | Japó - H-II                                     | Japó - Tanegashima LA-Y                             | Japó - Tanegashima LA-Y                              | Japó - NASDA                                                            | Japó - NASDA                                                            |
| 21 de febrer 07:55   | Japó - Kakehashi (COMETS) | NASDA                                           | Destinat: Geosíncrona Actual: Terrestre Mitjana     | Comunicacions                                        | En òrbita                                                               | Error parcial                                                           |
| 21 de febrer 07:55   | Un error en el tram superior va resultar la ubicació en una òrbita més baixa del prevista |                                                 |                                                     |                                                      |                                                                         |                                                                         |
| 25 de febrer 03:17   | Canadà - Black Brant VC | Canadà - Black Brant VC                         | Puerto Rico - Arecibo                               | Puerto Rico - Arecibo                                | Estats Units - NASA                                                     | Estats Units - NASA                                                     |
| 25 de febrer 03:17   | Estats Units - Coqui Dos | NASA                                            | Suborbital                                          | Investigació de la Ionosfera                         | 25 de febrer                                                            | Reeixit                                                                 |
| 25 de febrer 07:43   | Estats Units - Taurus-Orion | Estats Units - Taurus-Orion                     | Puerto Rico - Arecibo                               | Puerto Rico - Arecibo                                | Estats Units - NASA                                                     | Estats Units - NASA                                                     |
| 25 de febrer 07:43   | | NASA                                            | Suborbital                                          | Investigació de la Ionosfera                         | 25 de febrer                                                            | Reeixit                                                                 |
| 25 de febrer 07:50   | Estats Units - Terrier-Orion | Estats Units - Terrier-Orion                    | Puerto Rico - Arecibo                               | Puerto Rico - Arecibo                                | Estats Units - NASA                                                     | Estats Units - NASA                                                     |
| 25 de febrer 07:50   | Estats Units - EDDY | NASA                                            | Suborbital                                          | Investigació de la Ionosfera                         | 25 de febrer                                                            | Reeixit                                                                 |
| 26 de febrer 07:07   | Estats Units - Pegasus-XL | Estats Units - Pegasus-XL                       | Estats Units - Stargazer, Vandenberg                | Estats Units - Stargazer, Vandenberg                 | Estats Units - Orbital Sciences                                         | Estats Units - Orbital Sciences                                         |
| 26 de febrer 07:07   | Estats Units - SNOE | NASA/UC Boulder                                 | Terrestre baixa                                     | Investigació del monòxid de nitrogen                 | 13 de desembre 2003                                                     | Reeixit                                                                 |
| 26 de febrer 07:07   | Estats Units - Teledesic 1 | Teledesic                                       | Terrestre baixa                                     | Comunicacions                                        | 9 d'octubre 2000                                                        | Reeixit                                                                 |
| 27 de febrer 22:38   | Europa - Ariane 4 42P | Europa - Ariane 4 42P                           | França - Kourou ELA-2                               | França - Kourou ELA-2                                | França - Arianespace                                                    | França - Arianespace                                                    |
| 27 de febrer 22:38   | França - Hot Bird 4 | Eutelsat                                        | Geosíncrona                                         | Comunicacions                                        | En òrbita                                                               | Operacional                                                             |
| 28 de febrer 00:21   | Estats Units - Atlas IIAS | Estats Units - Atlas IIAS                       | Estats Units - Cape Canaveral SLC-36B               | Estats Units - Cape Canaveral SLC-36B                | Rússia Estats Units - International Launch Services                     | Rússia Estats Units - International Launch Services                     |
| 28 de febrer 00:21   | Nacions Unides - Intelsat 806 | Intelsat                                        | Geosíncrona                                         | Comunicacions                                        | En òrbita                                                               | Operacional                                                             |
| Març                 | |                                                 |                                                     |                                                      |                                                                         |                                                                         |
| 3 de març 22:33      | Estats Units - Nike-Orion | Estats Units - Nike-Orion                       | Suècia - Esrange                                    | Suècia - Esrange                                     | Suècia - SSC                                                            | Suècia - SSC                                                            |
| 3 de març 22:33      | Suècia - NLTE-1 Atomic 2A | SSC                                             | Suborbital                                          | Investigació de la Ionosfera                         | 3 de març                                                               | Reeixit                                                                 |
| 6 de març 21:26      | Estats Units - Nike-Orion | Estats Units - Nike-Orion                       | Suècia - Esrange                                    | Suècia - Esrange                                     | Suècia - SSC                                                            | Suècia - SSC                                                            |
| 6 de març 21:26      | Suècia - NLTE-2 Atomic 2B | SSC                                             | Suborbital                                          | Investigació de la Ionosfera                         | 3 de març                                                               | Reeixit                                                                 |
| 7 de març 01:33      | Canadà - Black Brant VC | Canadà - Black Brant VC                         | Puerto Rico - Arecibo                               | Puerto Rico - Arecibo                                | Estats Units - NASA                                                     | Estats Units - NASA                                                     |
| 7 de març 01:33      | Estats Units - Coqui Dos | NASA                                            | Suborbital                                          | Investigació de la Ionosfera                         | 7 de març                                                               | Reeixit                                                                 |
| 7 de març            | Estats Units - Trident D-5 | Estats Units - Trident D-5                      | Estats Units - Submarí, Eastern Range               | Estats Units - Submarí, Eastern Range                | Estats Units - Marina dels Estats Units d'Amèrica                       | Estats Units - Marina dels Estats Units d'Amèrica                       |
| 7 de març            | | Marina dels Estats Units d'Amèrica              | Suborbital                                          | Prova de míssils                                     | 7 de març                                                               | Reeixit                                                                 |
| 7 de març            | Estats Units - Trident D-5 | Estats Units - Trident D-5                      | Estats Units - Submarí, Eastern Range               | Estats Units - Submarí, Eastern Range                | Estats Units - Marina dels Estats Units d'Amèrica                       | Estats Units - Marina dels Estats Units d'Amèrica                       |
| 7 de març            | | Marina dels Estats Units d'Amèrica              | Suborbital                                          | Prova de míssils                                     | 7 de març                                                               | Reeixit                                                                 |
| 10 de març           | Estats Units - Trident D-5 | Estats Units - Trident D-5                      | Estats Units - Submarí, Eastern Range               | Estats Units - Submarí, Eastern Range                | Estats Units - Marina dels Estats Units d'Amèrica                       | Estats Units - Marina dels Estats Units d'Amèrica                       |
| 10 de març           | | Marina dels Estats Units d'Amèrica              | Suborbital                                          | Prova de míssils                                     | 10 de març                                                              | Reeixit                                                                 |
| 10 de març           | Estats Units - Trident D-5 | Estats Units - Trident D-5                      | Estats Units - Submarí, Eastern Range               | Estats Units - Submarí, Eastern Range                | Estats Units - Marina dels Estats Units d'Amèrica                       | Estats Units - Marina dels Estats Units d'Amèrica                       |
| 10 de març           | | Marina dels Estats Units d'Amèrica              | Suborbital                                          | Prova de míssils                                     | 10 de març                                                              | Reeixit                                                                 |
| 11 de març 23:39     | Canadà - Black Brant IX | Canadà - Black Brant IX                         | Puerto Rico - Arecibo                               | Puerto Rico - Arecibo                                | Estats Units - NASA                                                     | Estats Units - NASA                                                     |
| 11 de març 23:39     | Estats Units - Coqui Dos LaTuR | NASA                                            | Suborbital                                          | Investigació de la Ionosfera                         | 11 de març                                                              | Reeixit                                                                 |
| 14 de març 22:45     | Rússia - Soiuz-U | Rússia - Soiuz-U                                | Kazakhstan - Baikonur Site 1/5                      | Kazakhstan - Baikonur Site 1/5                       | Rússia - Roskosmos                                                      | Rússia - Roskosmos                                                      |
| 14 de març 22:45     | Rússia - Progress M-38 | Roskosmos                                       | Terrestre baixa (Mir)                               | Logística                                            | 15 de maig                                                              | Reeixit                                                                 |
| 14 de març 22:45     | Rússia - VDU 2 | Roskosmos                                       | Terrestre baixa (Mir)                               | Mir attitude control unit                            | 23 de març 2001 05:50                                                   | Reeixit                                                                 |
| 16 de març 21:32     | Estats Units - Atlas II | Estats Units - Atlas II                         | Estats Units - Cape Canaveral SLC-36A               | Estats Units - Cape Canaveral SLC-36A                | Estats Units                                                            | Estats Units                                                            |
| 16 de març 21:32     | Estats Units - USA-138 (UHF F/O F8) | Marina dels Estats Units d'Amèrica              | Geosíncrona                                         | Comunicacions                                        | En òrbita                                                               | Operacional                                                             |
| 16 de març 21:32     | Vol final de la línia base de coets Atlas II |                                                 |                                                     |                                                      |                                                                         |                                                                         |
| 21 de març           | Brasil - VS-40 | Brasil - VS-40                                  | Brasil - Alcântara                                  | Brasil - Alcântara                                   | Brasil - INPE                                                           | Brasil - INPE                                                           |
| 21 de març           | | INPE                                            | Suborbital                                          | Prova de coet sonda                                  | 21 de març                                                              | Reeixit                                                                 |
| 24 de març 01:46     | Europa - Ariane 4 40 | Europa - Ariane 4 40                            | França - Kourou ELA-2                               | França - Kourou ELA-2                                | França - Arianespace                                                    | França - Arianespace                                                    |
| 24 de març 01:46     | França - SPOT 4 | CNES                                            | Heliosíncrona                                       | Imatgeria de la Terra                                | En òrbita                                                               | Operacional                                                             |
| 25 de març 01:45     | Canadà - Black Brant VC | Canadà - Black Brant VC                         | Puerto Rico - Arecibo                               | Puerto Rico - Arecibo                                | Estats Units - NASA                                                     | Estats Units - NASA                                                     |
| 25 de març 01:45     | Estats Units - Coqui Dos | NASA                                            | Suborbital                                          | Investigació de la Ionosfera                         | 25 de març                                                              | Reeixit                                                                 |
| 25 de març 17:01     | Xina - Llarga Marxa 2C | Xina - Llarga Marxa 2C                          | Xina - Taiyuan LC-1                                 | Xina - Taiyuan LC-1                                  | Xina                                                                    | Xina                                                                    |
| 25 de març 17:01     | Estats Units - Iridium 51 | Iridium                                         | Terrestre baixa                                     | Comunicacions                                        | En òrbita                                                               | Operacional                                                             |
| 25 de març 17:01     | Estats Units - Iridium 61 | Iridium                                         | Terrestre baixa                                     | Comunicacions                                        | En òrbita                                                               | Operacional                                                             |
| 30 de març 06:02     | Estats Units - Delta II 7920-10C | Estats Units - Delta II 7920-10C                | Estats Units - Vandenberg SLC-2W                    | Estats Units - Vandenberg SLC-2W                     | Estats Units - Boeing IDS                                               | Estats Units - Boeing IDS                                               |
| 30 de març 06:02     | Estats Units - Iridium 55 | Iridium                                         | Terrestre baixa                                     | Comunicacions                                        | En òrbita                                                               | Operacional                                                             |
| 30 de març 06:02     | Estats Units - Iridium 57 | Iridium                                         | Terrestre baixa                                     | Comunicacions                                        | En òrbita                                                               | Operacional                                                             |
| 30 de març 06:02     | Estats Units - Iridium 58 | Iridium                                         | Terrestre baixa                                     | Comunicacions                                        | En òrbita                                                               | Operacional                                                             |
| 30 de març 06:02     | Estats Units - Iridium 59 | Iridium                                         | Terrestre baixa                                     | Comunicacions                                        | En òrbita                                                               | Operacional                                                             |
| 30 de març 06:02     | Estats Units - Iridium 60 | Iridium                                         | Terrestre baixa                                     | Comunicacions                                        | En òrbita                                                               | Operacional                                                             |
| Abril                | |                                                 |                                                     |                                                      |                                                                         |                                                                         |
| 2 d'abril 02:42      | Estats Units - Pegasus-XL | Estats Units - Pegasus-XL                       | Estats UnitsStargazer, Vandenberg                   | Estats UnitsStargazer, Vandenberg                    | Estats Units - Orbital Sciences                                         | Estats Units - Orbital Sciences                                         |
| 2 d'abril 02:42      | Estats Units - TRACE | NASA                                            | Terrestre baixa                                     | Investigació solar                                   | En òrbita                                                               | Operacional                                                             |
| 6 d'abril            | Pakistan - Ghauri | Pakistan - Ghauri                               | Pakistan - Tilla                                    | Pakistan - Tilla                                     | Pakistan - PAF                                                          | Pakistan - PAF                                                          |
| 6 d'abril            | | PAF                                             | Suborbital                                          | Prova de míssils                                     | 6 d'abril                                                               | Reeixit                                                                 |
| 6 d'abril            | Vol inaugural del Ghauri |                                                 |                                                     |                                                      |                                                                         |                                                                         |
| 6 d'abril            | Índia - RH-560/200 MK II | Índia - RH-560/200 MK II                        | Índia - Sriharikota                                 | Índia - Sriharikota                                  | Índia - ISRO                                                            | Índia - ISRO                                                            |
| 6 d'abril            | | ISRO                                            | Suborbital                                          | Investigació d'Aeronomia                             | 6 d'abril                                                               | Reeixit                                                                 |
| 7 d'abril 02:13      | Rússia - Proton-K/17S40 | Rússia - Proton-K/17S40                         | Kazakhstan - Baikonur Site 81/23                    | Kazakhstan - Baikonur Site 81/23                     | Rússia Estats Units - International Launch Services                     | Rússia Estats Units - International Launch Services                     |
| 7 d'abril 02:13      | Estats Units - Iridium 62 | Iridium                                         | Terrestre baixa                                     | Comunicacions                                        | En òrbita                                                               | Operacional                                                             |
| 7 d'abril 02:13      | Estats Units - Iridium 63 | Iridium                                         | Terrestre baixa                                     | Comunicacions                                        | En òrbita                                                               | Operacional                                                             |
| 7 d'abril 02:13      | Estats Units - Iridium 64 | Iridium                                         | Terrestre baixa                                     | Comunicacions                                        | En òrbita                                                               | Operacional                                                             |
| 7 d'abril 02:13      | Estats Units - Iridium 65 | Iridium                                         | Terrestre baixa                                     | Comunicacions                                        | En òrbita                                                               | Operacional                                                             |
| 7 d'abril 02:13      | Estats Units - Iridium 66 | Iridium                                         | Terrestre baixa                                     | Comunicacions                                        | En òrbita                                                               | Operacional                                                             |
| 7 d'abril 02:13      | Estats Units - Iridium 67 | Iridium                                         | Terrestre baixa                                     | Comunicacions                                        | En òrbita                                                               | Operacional                                                             |
| 7 d'abril 02:13      | Estats Units - Iridium 68 | Iridium                                         | Terrestre baixa                                     | Comunicacions                                        | En òrbita                                                               | Operacional                                                             |
| 15 d'abril           | Ucraïna - R-36M2 | Ucraïna - R-36M2                                | Kazakhstan - Baikonur                               | Kazakhstan - Baikonur                                | Rússia - RVSN                                                           | Rússia - RVSN                                                           |
| 15 d'abril           | | RVSN/ISC Kosmotras                              | Suborbital                                          | Prova de míssils                                     | 15 d'abril                                                              | Reeixit                                                                 |
| 15 d'abril           | Part del programa de desenvolupament Dnepr |                                                 |                                                     |                                                      |                                                                         |                                                                         |
| 17 d'abril 18:05     | Estats Units - Strypi | Estats Units - Strypi                           | Estats Units - Pacific Missile Range                | Estats Units - Pacific Missile Range                 | Estats Units - Sandia                                                   | Estats Units - Sandia                                                   |
| 17 d'abril 18:05     | Estats Units - Red Crow | BMDO                                            | Suborbital                                          | Desenvolupament de tecnologia                        | 17 d'abril                                                              | Reeixit                                                                 |
| 17 d'abril 18:19     | Estats Units - Transbordador Espacial Columbia | Estats Units - Transbordador Espacial Columbia  | Estats Units - Kennedy LC-39B                       | Estats Units - Kennedy LC-39B                        | Estats Units - United Space Alliance                                    | Estats Units - United Space Alliance                                    |
| 17 d'abril 18:19     | Estats Units - STS-90 | NASA                                            | Terrestre baixa                                     | Investigació de microgravetat                        | 3 de maig 16:09                                                         | Reeixit                                                                 |
| 17 d'abril 18:19     | Estats Units - Spacelab LM-2 (Neurolab) | NASA                                            | Terrestre baixa (Columbia)                          | Investigació de ciències de la vida                  | 3 de maig 16:09                                                         | Reeixit                                                                 |
| 17 d'abril 18:19     | Estats Units - EDO Pallet | NASA                                            | Terrestre baixa (Columbia)                          | Missió de duració de l'extensió de paleta criogènica | 3 de maig 16:09                                                         | Reeixit                                                                 |
| 17 d'abril 18:19     | Vol orbital tripulat amb set astronautes Vol final del Spacelab Long Module No. 2 |                                                 |                                                     |                                                      |                                                                         |                                                                         |
| 18 d'abril 04:00     | Canadà - Black Brant IX | Canadà - Black Brant IX                         | Estats Units - White Sands                          | Estats Units - White Sands                           | Estats Units - NASA                                                     | Estats Units - NASA                                                     |
| 18 d'abril 04:00     | | NASA                                            | Suborbital                                          | Astronomia ultraviolada                              | 18 d'abril                                                              | Reeixit                                                                 |
| 18 d'abril 07:30     | Canadà - Black Brant IX | Canadà - Black Brant IX                         | Estats Units - White Sands                          | Estats Units - White Sands                           | Estats Units - NASA                                                     | Estats Units - NASA                                                     |
| 18 d'abril 07:30     | | NASA                                            | Suborbital                                          | Astronomia ultraviolada                              | 18 d'abril                                                              | Reeixit                                                                 |
| 24 d'abril 22:38     | Estats Units - Delta II 7420-10C | Estats Units - Delta II 7420-10C                | Estats Units - Cape Canaveral SLC-17A               | Estats Units - Cape Canaveral SLC-17A                | Estats Units - Boeing IDS                                               | Estats Units - Boeing IDS                                               |
| 24 d'abril 22:38     | Estats Units - Globalstar 14 | Globalstar                                      | Terrestre baixa                                     | Comunicacions                                        | En òrbita                                                               | Operacional                                                             |
| 24 d'abril 22:38     | Estats Units - Globalstar 6 | Globalstar                                      | Terrestre baixa                                     | Comunicacions                                        | En òrbita                                                               | Operacional                                                             |
| 24 d'abril 22:38     | Estats Units - Globalstar 15 | Globalstar                                      | Terrestre baixa                                     | Comunicacions                                        | En òrbita                                                               | Operacional                                                             |
| 24 d'abril 22:38     | Estats Units - Globalstar 8 | Globalstar                                      | Terrestre baixa                                     | Comunicacions                                        | En òrbita                                                               | Operacional                                                             |
| 28 d'abril 12:10     | Canadà - Black Brant IXB | Canadà - Black Brant IXB                        | Canadà - Fort Churchill                             | Canadà - Fort Churchill                              | Canadà - CSA                                                            | Canadà - CSA                                                            |
| 28 d'abril 12:10     | Canadà - ACTIVE | CSA                                             | Suborbital                                          | Investigació de la Ionosfera                         | 28 d'abril                                                              | Reeixit                                                                 |
| 28 d'abril 22:53     | Europa - Ariane 4 44P | Europa - Ariane 4 44P                           | França - Kourou ELA-2                               | França - Kourou ELA-2                                | França - Arianespace                                                    | França - Arianespace                                                    |
| 28 d'abril 22:53     | Egipte - Nilesat 101 | Nilesat                                         | Geosíncrona                                         | Comunicacions                                        | En òrbita                                                               | Operacional                                                             |
| 28 d'abril 22:53     | Japó - BSAT-1B | BSAT                                            | Geosíncrona                                         | Comunicacions                                        | En òrbita                                                               | Operacional                                                             |
| 28 d'abril 22:53     | El Nilesat és el primer satèl·lit egipci |                                                 |                                                     |                                                      |                                                                         |                                                                         |
| 29 d'abril 04:36     | Rússia - Proton-K/DM-2 | Rússia - Proton-K/DM-2                          | Kazakhstan - Baikonur Site 200/39                   | Kazakhstan - Baikonur Site 200/39                    | Rússia - RVSN                                                           | Rússia - RVSN                                                           |
| 29 d'abril 04:36     | Rússia - Kosmos 2350 (Prognoz SPRN) | RVSN                                            | Geosíncrona                                         | Comunicacions                                        | En òrbita                                                               | Operacional                                                             |
| Maig                 | |                                                 |                                                     |                                                      |                                                                         |                                                                         |
| 2 de maig 09:16      | Xina - Llarga Marxa 2C | Xina - Llarga Marxa 2C                          | Xina - Taiyuan LC-1                                 | Xina - Taiyuan LC-1                                  | Xina                                                                    | Xina                                                                    |
| 2 de maig 09:16      | Estats Units - Iridium 69 | Iridium                                         | Terrestre baixa                                     | Comunicacions                                        | En òrbita                                                               | Operacional                                                             |
| 2 de maig 09:16      | Estats Units - Iridium 71 | Iridium                                         | Terrestre baixa                                     | Comunicacions                                        | En òrbita                                                               | Operacional                                                             |
| 7 de maig 08:53      | Rússia - Molniya-M | Rússia - Molniya-M                              | Rússia - Plesetsk Site 16/2                         | Rússia - Plesetsk Site 16/2                          | Rússia                                                                  | Rússia                                                                  |
| 7 de maig 08:53      | Rússia - Kosmos 2351 (Oko) | MO RF                                           | Molnia                                              | Sistema d'alertes                                    | En òrbita                                                               | Operacional                                                             |
| 7 de maig 10:30      | Estats Units - Peacekeeper | Estats Units - Peacekeeper                      | Estats Units - Vandenberg LF-05                     | Estats Units - Vandenberg LF-05                      | Estats Units - Força Aèria dels Estats Units d'Amèrica                  | Estats Units - Força Aèria dels Estats Units d'Amèrica                  |
| 7 de maig 10:30      | | Força Aèria dels Estats Units d'Amèrica         | Suborbital                                          | Prova de míssils                                     | 7 de maig                                                               | Reeixit                                                                 |
| 7 de maig 23:45      | Rússia - Proton-K/DM-2M | Rússia - Proton-K/DM-2M                         | Kazakhstan - Baikonur Site 81/23                    | Kazakhstan - Baikonur Site 81/23                     | Rússia Estats Units - International Launch Services                     | Rússia Estats Units - International Launch Services                     |
| 7 de maig 23:45      | Estats Units - EchoStar 4 | EchoStar                                        | Geosíncrona                                         | Comunicacions                                        | En òrbita                                                               | Operacional                                                             |
| 9 de maig 01:38      | Estats Units - Titan IVB 401/Centaur | Estats Units - Titan IVB 401/Centaur            | Estats Units - Cape Canaveral SLC-40                | Estats Units - Cape Canaveral SLC-40                 | Estats Units - Lockheed Martin                                          | Estats Units - Lockheed Martin                                          |
| 9 de maig 01:38      | Estats Units - USA-139 (Mentor-2) | NRO                                             | Geosíncrona                                         | SIGINT                                               | En òrbita                                                               | Operacional                                                             |
| 12 de maig 11:22     | Estats Units - Hera | Estats Units - Hera                             | Estats Units - White Sands LC-94                    | Estats Units - White Sands LC-94                     | Estats Units - Força Aèria dels Estats Units d'Amèrica                  | Estats Units - Força Aèria dels Estats Units d'Amèrica                  |
| 12 de maig 11:22     | | Força Aèria dels Estats Units d'Amèrica         | Suborbital                                          | Objectiu ABM                                         | 12 de maig                                                              | Reeixit                                                                 |
| 12 de maig 11:25     | Estats Units - THAAD | Estats Units - THAAD                            | Estats Units - White Sands                          | Estats Units - White Sands                           | Estats Units - Força Aèria dels Estats Units d'Amèrica                  | Estats Units - Força Aèria dels Estats Units d'Amèrica                  |
| 12 de maig 11:25     | | Força Aèria dels Estats Units d'Amèrica         | Suborbital                                          | Interceptador d'ABM                                  | 12 de maig                                                              | Error                                                                   |
| 13 de maig 15:52     | Estats Units - Titan 23G | Estats Units - Titan 23G                        | Estats Units - Vandenberg SLC-4W                    | Estats Units - Vandenberg SLC-4W                     | Estats Units - Lockheed Martin                                          | Estats Units - Lockheed Martin                                          |
| 13 de maig 15:52     | Estats Units - NOAA-15 (NOAA-K) | NOAA                                            | Heliosíncrona                                       | Satèl·lit meteorològic                               | En òrbita                                                               | Operacional                                                             |
| 14 de maig 22:12     | Rússia - Soiuz-U | Rússia - Soiuz-U                                | Kazakhstan - Baikonur Site 1/5                      | Kazakhstan - Baikonur Site 1/5                       | Rússia - Roskosmos                                                      | Rússia - Roskosmos                                                      |
| 14 de maig 22:12     | Rússia - Progress M-39 | Roskosmos                                       | Terrestre baixa (Mir)                               | Logística                                            | 29 d'octubre 04:14                                                      | Reeixit                                                                 |
| 17 de maig 21:16     | Estats Units - Delta II 7920-10C | Estats Units - Delta II 7920-10C                | Estats Units - Vandenberg SLC-2W                    | Estats Units - Vandenberg SLC-2W                     | Estats Units - Boeing IDS                                               | Estats Units - Boeing IDS                                               |
| 17 de maig 21:16     | Estats Units - Iridium 70 | Iridium                                         | Terrestre baixa                                     | Comunicacions                                        | En òrbita                                                               | Operacional                                                             |
| 17 de maig 21:16     | Estats Units - Iridium 72 | Iridium                                         | Terrestre baixa                                     | Comunicacions                                        | En òrbita                                                               | Operacional                                                             |
| 17 de maig 21:16     | Estats Units - Iridium 73 | Iridium                                         | Terrestre baixa                                     | Comunicacions                                        | En òrbita                                                               | Operacional                                                             |
| 17 de maig 21:16     | Estats Units - Iridium 74 | Iridium                                         | Terrestre baixa                                     | Comunicacions                                        | En òrbita                                                               | Operacional                                                             |
| 17 de maig 21:16     | Estats Units - Iridium 75 | Iridium                                         | Terrestre baixa                                     | Comunicacions                                        | En òrbita                                                               | Operacional                                                             |
| 22 de maig 06:22     | Canadà - Black Brant IX | Canadà - Black Brant IX                         | Estats Units - White Sands                          | Estats Units - White Sands                           | Estats Units - NASA                                                     | Estats Units - NASA                                                     |
| 22 de maig 06:22     | Estats Units - NITE | NASA                                            | Suborbital                                          | Astronomia d'infraroigs                              | 22 de maig                                                              | Reeixit                                                                 |
| 30 de maig 10:00     | Xina - Llarga Marxa 3B | Xina - Llarga Marxa 3B                          | Xina - Xichang LC-2                                 | Xina - Xichang LC-2                                  | Xina                                                                    | Xina                                                                    |
| 30 de maig 10:00     | Xina - Zhongwei 1 (ChinaStar 1) | COTSC                                           | Geosíncrona                                         | Comunicacions                                        | En òrbita                                                               | Operacional                                                             |
| Juny                 | |                                                 |                                                     |                                                      |                                                                         |                                                                         |
| 2 de juny 22:06      | Estats Units - Transbordador espacial Discovery | Estats Units - Transbordador espacial Discovery | Estats Units - Kennedy LC-39A                       | Estats Units - Kennedy LC-39A                        | Estats Units - United Space Alliance                                    | Estats Units - United Space Alliance                                    |
| 2 de juny 22:06      | Estats Units - STS-91 | NASA                                            | Terrestre baixa (Mir)                               | Vol del Shuttle-Mir                                  | 12 de juny 18:00                                                        | Reeixit                                                                 |
| 2 de juny 22:06      | Estats Units - SpaceHab Logistics Double Module | NASA/SpaceHab                                   | Terrestre baixa (Discovery)                         | Logística                                            | 12 de juny 18:00                                                        |                                                                         |
| 2 de juny 22:06      | Europa - AMS-01 | ESA                                             | Terrestre baixa (Discovery)                         | Física de partícules                                 | 12 de juny 18:00                                                        |                                                                         |
| 2 de juny 22:06      | Vol orbital tripulat amb sis astronautes, aterrant-ne set Últim vol del Shuttle-Mir i primer vol del transbordador amb el Tanc Extern superlleuger d'alumini/liti |                                                 |                                                     |                                                      |                                                                         |                                                                         |
| 3 de juny 19:57      | Estats Units - Minuteman III | Estats Units - Minuteman III                    | Estats Units - Vandenberg LF-26                     | Estats Units - Vandenberg LF-26                      | Estats Units - Força Aèria dels Estats Units d'Amèrica                  | Estats Units - Força Aèria dels Estats Units d'Amèrica                  |
| 3 de juny 19:57      | Estats Units - FOT GT167GB | Força Aèria dels Estats Units d'Amèrica         | Suborbital                                          | Prova de míssils                                     | 3 de juny                                                               | Reeixit                                                                 |
| 10 de juny 00:35     | Estats Units - Delta II 7925-9.5 | Estats Units - Delta II 7925-9.5                | Estats Units - Cape Canaveral SLC-17A               | Estats Units - Cape Canaveral SLC-17A                | Estats Units - Boeing IDS                                               | Estats Units - Boeing IDS                                               |
| 10 de juny 00:35     | Noruega - Thor 3 | Telenor                                         | Geosíncrona                                         | Comunicacions                                        | En òrbita                                                               | Operacional                                                             |
| 11 de juny 01:00     | Corea del Sud - KSR-II | Corea del Sud - KSR-II                          | Corea del Sud - Anhueng                             | Corea del Sud - Anhueng                              | Corea del Sud - KARI                                                    | Corea del Sud - KARI                                                    |
| 11 de juny 01:00     | | KARI                                            | Suborbital                                          | Investigació de la Ionosfera Astronomia de raigs X   | 11 de juny                                                              | Reeixit                                                                 |
| 15 de juny 22:58     | Ucraïna - Tsyklon-3 | Ucraïna - Tsyklon-3                             | Rússia - Plesetsk Site 32                           | Rússia - Plesetsk Site 32                            | Rússia                                                                  | Rússia                                                                  |
| 15 de juny 22:58     | Rússia - Kosmos 2352 (Strela-3) | MO RF                                           | Destinat: Terrestre Mitjana Actual: Terrestre baixa | Comunicacions                                        | En òrbita                                                               | Error parcial                                                           |
| 15 de juny 22:58     | Rússia - Kosmos 2353 (Strela-3) | MO RF                                           | Destinat: Terrestre Mitjana Actual: Terrestre baixa | Comunicacions                                        | En òrbita                                                               | Error parcial                                                           |
| 15 de juny 22:58     | Rússia - Kosmos 2354 (Strela-3) | MO RF                                           | Destinat: Terrestre Mitjana Actual: Terrestre baixa | Comunicacions                                        | En òrbita                                                               | Error parcial                                                           |
| 15 de juny 22:58     | Rússia - Kosmos 2355 (Strela-3) | MO RF                                           | Destinat: Terrestre Mitjana Actual: Terrestre baixa | Comunicacions                                        | En òrbita                                                               | Error parcial                                                           |
| 15 de juny 22:58     | Rússia - Kosmos 2356 (Strela-3) | MO RF                                           | Destinat: Terrestre Mitjana Actual: Terrestre baixa | Comunicacions                                        | En òrbita                                                               | Error parcial                                                           |
| 15 de juny 22:58     | Rússia - Kosmos 2357 (Strela-3) | MO RF                                           | Destinat: Terrestre Mitjana Actual: Terrestre baixa | Comunicacions                                        | En òrbita                                                               | Error parcial                                                           |
| 15 de juny 22:58     | Un error en la 3a etapa va deixar els satèl·lits en una òrbita més baixa del previst |                                                 |                                                     |                                                      |                                                                         |                                                                         |
| 16 de juny 14:19     | Estats Units - Nike-Orion | Estats Units - Nike-Orion                       | Estats Units - Wallops Island                       | Estats Units - Wallops Island                        | Estats Units - NASA                                                     | Estats Units - NASA                                                     |
| 16 de juny 14:19     | | NASA                                            | Suborbital                                          | Prova de coet sonda                                  | 16 de juny                                                              | Reeixit                                                                 |
| 18 de juny 22:48     | Estats Units - Atlas IIAS | Estats Units - Atlas IIAS                       | Estats Units - Cape Canaveral SLC-36A               | Estats Units - Cape Canaveral SLC-36A                | Rússia Estats Units - International Launch Services                     | Rússia Estats Units - International Launch Services                     |
| 18 de juny 22:48     | Nacions Unides - Intelsat 805 | Intelsat                                        | Geosíncrona                                         | Comunicacions                                        | En òrbita                                                               | Operacional                                                             |
| 24 de juny 08:01     | Estats Units - Minuteman III | Estats Units - Minuteman III                    | Estats Units - Vandenberg LF-09                     | Estats Units - Vandenberg LF-09                      | Estats Units - Força Aèria dels Estats Units d'Amèrica                  | Estats Units - Força Aèria dels Estats Units d'Amèrica                  |
| 24 de juny 08:01     | Estats Units - GRP-IDF-1 | Força Aèria dels Estats Units d'Amèrica         | Suborbital                                          | Prova de míssils                                     | 24 de juny                                                              | Reeixit                                                                 |
| 24 de juny 12:46     | Estats Units - Minuteman III | Estats Units - Minuteman III                    | Estats Units - Vandenberg LF-10                     | Estats Units - Vandenberg LF-10                      | Estats Units - Força Aèria dels Estats Units d'Amèrica                  | Estats Units - Força Aèria dels Estats Units d'Amèrica                  |
| 24 de juny 12:46     | Estats Units - FOT GT168GM | Força Aèria dels Estats Units d'Amèrica         | Suborbital                                          | Prova de míssils                                     | 24 de juny                                                              | Reeixit                                                                 |
| 24 de juny 18:29     | Rússia - Soiuz-U | Rússia - Soiuz-U                                | Rússia - Plesetsk Site 43/3                         | Rússia - Plesetsk Site 43/3                          | Rússia                                                                  | Rússia                                                                  |
| 24 de juny 18:29     | Rússia - Kosmos 2358 (Yantar) | MO RF                                           | Terrestre baixa                                     | Reconeixement                                        | 22 d'octubre                                                            | Reeixit                                                                 |
| 25 de juny 14:00     | Rússia - Soiuz-U | Rússia - Soiuz-U                                | Kazakhstan - Baikonur Site 31/6                     | Kazakhstan - Baikonur Site 31/6                      | Rússia                                                                  | Rússia                                                                  |
| 25 de juny 14:00     | Rússia - Kosmos 2359 (Yantar) | MO RF                                           | Terrestre baixa                                     | Reconeixement                                        | 12 de juliol 1999                                                       | Reeixit                                                                 |
| Juliol               | |                                                 |                                                     |                                                      |                                                                         |                                                                         |
| 1 de juliol 00:48    | Rússia - Molniya-M | Rússia - Molniya-M                              | Rússia - Plesetsk Site 43/3                         | Rússia - Plesetsk Site 43/3                          | Rússia                                                                  | Rússia                                                                  |
| 1 de juliol 00:48    | Rússia - Molniya 3–49 | MOM                                             | Molnia                                              | Comunicacions                                        | 2 de febrer 2011                                                        | Reeixit                                                                 |
| 3 de juliol 18:12    | Japó - M-V | Japó - M-V                                      | Japó - Uchinoura                                    | Japó - Uchinoura                                     | Japó - ISAS                                                             | Japó - ISAS                                                             |
| 3 de juliol 18:12    | Japó - Nozomi (PLANET-B) | ISAS                                            | Destinat: Areocèntrica Actual: Heliocèntrica        | Orbitador de Mart                                    | En òrbita                                                               | Error del vehicle                                                       |
| 3 de juliol 18:12    | Una assistència gravitatòria va produir una velocitat més baixa del previst, la nau espacial es va moure amb combustible intentant compensar-ho |                                                 |                                                     |                                                      |                                                                         |                                                                         |
| 7 de juliol 03:15    | Rússia - Shtil' | Rússia - Shtil'                                 | Rússia - Novomoskovsk (K-407), Barents Sea          | Rússia - Novomoskovsk (K-407), Barents Sea           | Rússia                                                                  | Rússia                                                                  |
| 7 de juliol 03:15    | Alemanya - Tubsat-N | TUB                                             | Terrestre baixa                                     | Comunicacions                                        | 23 d'abril 2002                                                         | Reeixit                                                                 |
| 7 de juliol 03:15    | Alemanya - Tubsat-N1 | TUB                                             | Terrestre baixa                                     | Comunicacions                                        | 21 d'octubre 2000                                                       | Reeixit                                                                 |
| 7 de juliol 03:15    | Rússia - Shtil 1 | Makeev                                          | Terrestre baixa                                     | Mesura del rendiment del coet transportador          | En òrbita                                                               | Reeixit                                                                 |
| 7 de juliol 03:15    | Vol inaugural del Shtil' i primer llançament orbital des d'un submarí |                                                 |                                                     |                                                      |                                                                         |                                                                         |
| 10 de juliol 06:30   | Ucraïna - Zenit-2 | Ucraïna - Zenit-2                               | Kazakhstan - Baikonur Site 45/1                     | Kazakhstan - Baikonur Site 45/1                      | Rússia                                                                  | Rússia                                                                  |
| 10 de juliol 06:30   | Rússia - Resurs-O1 4 |                                                 | Terrestre baixa                                     | Teledetecció                                         | En òrbita                                                               | Operacional                                                             |
| 10 de juliol 06:30   | Fasat-Bravo | FACh                                            | Terrestre baixa                                     | Comunicacions                                        | En òrbita                                                               | Operacional                                                             |
| 10 de juliol 06:30   | TMSAT |                                                 | Terrestre baixa                                     | Comunicacions                                        | En òrbita                                                               | Operacional                                                             |
| 10 de juliol 06:30   | Israel - Gurwin Techsat 1B | Technion                                        | Terrestre baixa                                     | Desenvolupament de tecnologia                        | En òrbita                                                               | Operacional                                                             |
| 10 de juliol 06:30   | WESTPAC | WPLTN                                           | Terrestre baixa                                     | Laser tracking                                       | En òrbita                                                               | Operacional                                                             |
| 10 de juliol 06:30   | Alemanya - SAFIR-2 | DLR                                             | Terrestre baixa                                     | Comunicacions                                        | En òrbita                                                               | Operacional                                                             |
| 18 de juliol 09:20   | Xina - Llarga Marxa 3B | Xina - Llarga Marxa 3B                          | Xina - Xichang LC-2                                 | Xina - Xichang LC-2                                  | Xina                                                                    | Xina                                                                    |
| 18 de juliol 09:20   | Xina - Sinosat-1 | SinoSat                                         | Geosíncrona                                         | Comunicacions                                        | En òrbita                                                               | Operacional                                                             |
| 22 de juliol         | Iran - Shahab-3 | Iran - Shahab-3                                 | Iran - Emamshahr                                    | Iran - Emamshahr                                     | Iran                                                                    | Iran                                                                    |
| 22 de juliol         | |                                                 | Suborbital                                          | Prova de míssils                                     | 22 de juliol                                                            | Error                                                                   |
| 22 de juliol         | Vol inaugural del Shahab-3 |                                                 |                                                     |                                                      |                                                                         |                                                                         |
| 28 de juliol 09:15   | Ucraïna - Zenit-2 | Ucraïna - Zenit-2                               | Kazakhstan - Baikonur Site 45/1                     | Kazakhstan - Baikonur Site 45/1                      | Rússia                                                                  | Rússia                                                                  |
| 28 de juliol 09:15   | Rússia - Kosmos 2360 (Tselina-2) | MO RF                                           | Terrestre baixa                                     | SIGINT                                               | En òrbita                                                               | Operacional                                                             |
| Agost                | |                                                 |                                                     |                                                      |                                                                         |                                                                         |
| 2 d'agost 16:24      | Estats Units - Pegasus-XL/HAPS | Estats Units - Pegasus-XL/HAPS                  | Estats UnitsStargazer, Wallops Island               | Estats UnitsStargazer, Wallops Island                | Estats Units - Orbital Sciences                                         | Estats Units - Orbital Sciences                                         |
| 2 d'agost 16:24      | Estats Units - Orbcomm B5 | Orbcomm                                         | Terrestre baixa                                     | Comunicacions                                        | En òrbita                                                               | Operacional                                                             |
| 2 d'agost 16:24      | Estats Units - Orbcomm B6 | Orbcomm                                         | Terrestre baixa                                     | Comunicacions                                        | En òrbita                                                               | Operacional                                                             |
| 2 d'agost 16:24      | Estats Units - Orbcomm B7 | Orbcomm                                         | Terrestre baixa                                     | Comunicacions                                        | En òrbita                                                               | Operacional                                                             |
| 2 d'agost 16:24      | Estats Units - Orbcomm B8 | Orbcomm                                         | Terrestre baixa                                     | Comunicacions                                        | En òrbita                                                               | Operacional                                                             |
| 2 d'agost 16:24      | Estats Units - Orbcomm B4 | Orbcomm                                         | Terrestre baixa                                     | Comunicacions                                        | En òrbita                                                               | Operacional                                                             |
| 2 d'agost 16:24      | Estats Units - Orbcomm B3 | Orbcomm                                         | Terrestre baixa                                     | Comunicacions                                        | En òrbita                                                               | Operacional                                                             |
| 2 d'agost 16:24      | Estats Units - Orbcomm B2 | Orbcomm                                         | Terrestre baixa                                     | Comunicacions                                        | En òrbita                                                               | Operacional                                                             |
| 2 d'agost 16:24      | Estats Units - Orbcomm B1 | Orbcomm                                         | Terrestre baixa                                     | Comunicacions                                        | En òrbita                                                               | Operacional                                                             |
| 12 d'agost 11:30     | Estats Units - Titan IVA 401/Centaur | Estats Units - Titan IVA 401/Centaur            | Estats Units - Cape Canaveral SLC-41                | Estats Units - Cape Canaveral SLC-41                 | Estats Units - Lockheed Martin                                          | Estats Units - Lockheed Martin                                          |
| 12 d'agost 11:30     | Estats Units - Mercury-3 |                                                 | Destinat: Geosíncrona                               | ELINT                                                | 12 d'agost T+40 segons                                                  | Error de llançament                                                     |
| 12 d'agost 11:30     | Vol final del Titan IVA Es va perdre el control després d'un malfuncionament del sistema de guia; Autodestruït per seguretat del vol |                                                 |                                                     |                                                      |                                                                         |                                                                         |
| 13 d'agost 09:43     | Rússia - Soiuz-U | Rússia - Soiuz-U                                | Kazakhstan - Baikonur Site 1/5                      | Kazakhstan - Baikonur Site 1/5                       | Rússia - Roskosmos                                                      | Rússia - Roskosmos                                                      |
| 13 d'agost 09:43     | Rússia - Soiuz TM-28 | Roskosmos                                       | Terrestre baixa (Mir)                               | Mir EO-26                                            | 28 de febrer 1999 02:14                                                 | Reeixit                                                                 |
| 13 d'agost 09:43     | Vol orbital tripulat amb tres cosmonautes |                                                 |                                                     |                                                      |                                                                         |                                                                         |
| 15 d'agost 05:30     | Canadà - Black Brant IX | Canadà - Black Brant IX                         | Estats Units - White Sands                          | Estats Units - White Sands                           | Estats Units - NASA                                                     | Estats Units - NASA                                                     |
| 15 d'agost 05:30     | Estats Units - EEV CCD | NASA                                            | Suborbital                                          | Astronomia de raigs X                                | 15 d'agost                                                              | Reeixit                                                                 |
| 19 d'agost 23:01     | Xina - Llarga Marxa 2C | Xina - Llarga Marxa 2C                          | Xina - Taiyuan LC-1                                 | Xina - Taiyuan LC-1                                  | Xina                                                                    | Xina                                                                    |
| 19 d'agost 23:01     | Estats Units - Iridium 3 | Iridium                                         | Terrestre baixa                                     | Comunicacions                                        | En òrbita                                                               | Operacional                                                             |
| 19 d'agost 23:01     | Estats Units - Iridium 76 | Iridium                                         | Terrestre baixa                                     | Comunicacions                                        | En òrbita                                                               | Operacional                                                             |
| 21 d'agost           | Rússia - R-29 | Rússia - R-29                                   | Rússia - Submarí, Barents Sea                       | Rússia - Submarí, Barents Sea                        | Rússia - Marina russa                                                   | Rússia - Marina russa                                                   |
| 21 d'agost           | | Marina russa                                    | Suborbital                                          | Prova de míssils                                     | 21 d'agost                                                              | Reeixit                                                                 |
| 25 d'agost 23:07     | Europa - Ariane 4 44P | Europa - Ariane 4 44P                           | França - Kourou ELA-2                               | França - Kourou ELA-2                                | França - Arianespace                                                    | França - Arianespace                                                    |
| 25 d'agost 23:07     | Singapur República de la Xina - ST-1 | Singapore Telecom/Chunghwa Telecom              | Geosíncrona                                         | Comunicacions                                        | En òrbita                                                               | Operacional                                                             |
| 27 d'agost 01:17     | Estats Units - Delta III 8930 | Estats Units - Delta III 8930                   | Estats Units - Cape Canaveral SLC-17B               | Estats Units - Cape Canaveral SLC-17B                | Estats Units - Boeing IDS                                               | Estats Units - Boeing IDS                                               |
| 27 d'agost 01:17     | Estats Units - Galaxy 10 | PanAmSat                                        | Destinat: Geosíncrona                               | Comunicacions                                        | 27 d'agost T+75 segons                                                  | Error de llançament                                                     |
| 27 d'agost 01:17     | Vol inaugural del Delta III Un error hidràulic en el sistema vectoritzador d'impuls va permetre que seguretat del vol activés l'autodestrucció |                                                 |                                                     |                                                      |                                                                         |                                                                         |
| 30 d'agost 00:31     | Rússia - Proton-K/DM-2M | Rússia - Proton-K/DM-2M                         | Kazakhstan - Baikonur Site 81/23                    | Kazakhstan - Baikonur Site 81/23                     | Rússia Estats Units - International Launch Services                     | Rússia Estats Units - International Launch Services                     |
| 30 d'agost 00:31     | Luxemburg - Astra 2A | SES                                             | Geosíncrona                                         | Comunicacions                                        | En òrbita                                                               | Operacional                                                             |
| 31 d'agost 03:07     | Corea del Nord - Taepodong-1 | Corea del Nord - Taepodong-1                    | Corea del Nord - Musudan-ri                         | Corea del Nord - Musudan-ri                          | Corea del Nord                                                          | Corea del Nord                                                          |
| 31 d'agost 03:07     | Corea del Nord - Kwangmyongsong-1 | Chongon                                         | Destinat: Terrestre baixa                           | Comunicacions                                        | 31 d'agost                                                              | Error de llançament                                                     |
| 31 d'agost 03:07     | Primer intent de llançament orbital de Corea del Nord; No va assolir l'òrbita a causa d'un error en la 3a etapa |                                                 |                                                     |                                                      |                                                                         |                                                                         |
| Setembre             | |                                                 |                                                     |                                                      |                                                                         |                                                                         |
| 8 de setembre 21:13  | Estats Units - Delta II 7920-10C | Estats Units - Delta II 7920-10C                | Estats Units - Vandenberg SLC-2W                    | Estats Units - Vandenberg SLC-2W                     | Estats Units - Boeing IDS                                               | Estats Units - Boeing IDS                                               |
| 8 de setembre 21:13  | Estats Units - Iridium 82 | Iridium                                         | Terrestre baixa                                     | Comunicacions                                        | En òrbita                                                               | Operacional                                                             |
| 8 de setembre 21:13  | Estats Units - Iridium 81 | Iridium                                         | Terrestre baixa                                     | Comunicacions                                        | En òrbita                                                               | Operacional                                                             |
| 8 de setembre 21:13  | Estats Units - Iridium 80 | Iridium                                         | Terrestre baixa                                     | Comunicacions                                        | En òrbita                                                               | Operacional                                                             |
| 8 de setembre 21:13  | Estats Units - Iridium 79 | Iridium                                         | Terrestre baixa                                     | Comunicacions                                        | 29 de novembre 2000                                                     | Error del vehicle                                                       |
| 8 de setembre 21:13  | Estats Units - Iridium 77 | Iridium                                         | Terrestre baixa                                     | Comunicacions                                        | En òrbita                                                               | Error del vehicle                                                       |
| 9 de setembre 20:29  | Ucraïna - Zenit-2 | Ucraïna - Zenit-2                               | Kazakhstan - Baikonur Site 45/1                     | Kazakhstan - Baikonur Site 45/1                      | Rússia                                                                  | Rússia                                                                  |
| 9 de setembre 20:29  | Estats Units - Globalstar 5 | Globalstar                                      | Destinat: Terrestre baixa                           | Comunicacions                                        | 9 de setembre                                                           | Error de llançament                                                     |
| 9 de setembre 20:29  | Estats Units - Globalstar 7 | Globalstar                                      | Destinat: Terrestre baixa                           | Comunicacions                                        | 9 de setembre                                                           | Error de llançament                                                     |
| 9 de setembre 20:29  | Estats Units - Globalstar 9 | Globalstar                                      | Destinat: Terrestre baixa                           | Comunicacions                                        | 9 de setembre                                                           | Error de llançament                                                     |
| 9 de setembre 20:29  | Estats Units - Globalstar 10 | Globalstar                                      | Destinat: Terrestre baixa                           | Comunicacions                                        | 9 de setembre                                                           | Error de llançament                                                     |
| 9 de setembre 20:29  | Estats Units - Globalstar 11 | Globalstar                                      | Destinat: Terrestre baixa                           | Comunicacions                                        | 9 de setembre                                                           | Error de llançament                                                     |
| 9 de setembre 20:29  | Estats Units - Globalstar 12 | Globalstar                                      | Destinat: Terrestre baixa                           | Comunicacions                                        | 9 de setembre                                                           | Error de llançament                                                     |
| 9 de setembre 20:29  | Estats Units - Globalstar 13 | Globalstar                                      | Destinat: Terrestre baixa                           | Comunicacions                                        | 9 de setembre                                                           | Error de llançament                                                     |
| 9 de setembre 20:29  | Estats Units - Globalstar 16 | Globalstar                                      | Destinat: Terrestre baixa                           | Comunicacions                                        | 9 de setembre                                                           | Error de llançament                                                     |
| 9 de setembre 20:29  | Estats Units - Globalstar 17 | Globalstar                                      | Destinat: Terrestre baixa                           | Comunicacions                                        | 9 de setembre                                                           | Error de llançament                                                     |
| 9 de setembre 20:29  | Estats Units - Globalstar 18 | Globalstar                                      | Destinat: Terrestre baixa                           | Comunicacions                                        | 9 de setembre                                                           | Error de llançament                                                     |
| 9 de setembre 20:29  | Estats Units - Globalstar 20 | Globalstar                                      | Destinat: Terrestre baixa                           | Comunicacions                                        | 9 de setembre                                                           | Error de llançament                                                     |
| 9 de setembre 20:29  | Estats Units - Globalstar 21 | Globalstar                                      | Destinat: Terrestre baixa                           | Comunicacions                                        | 9 de setembre                                                           | Error de llançament                                                     |
| 9 de setembre 20:29  | Un error informàtic va causar una separació prematura de la 2a etapa |                                                 |                                                     |                                                      |                                                                         |                                                                         |
| 16 de setembre 06:31 | Europa - Ariane 4 44LP | Europa - Ariane 4 44LP                          | França - Kourou ELA-2                               | França - Kourou ELA-2                                | França - Arianespace                                                    | França - Arianespace                                                    |
| 16 de setembre 06:31 | Estats Units - PanAmSat 7 | PanAmSat                                        | Geosíncrona                                         | Comunicacions                                        | En òrbita                                                               | Operacional                                                             |
| 16 de setembre 11:10 | Rússia - Topol | Rússia - Topol                                  | Rússia - Plesetsk Site 158                          | Rússia - Plesetsk Site 158                           | Rússia - RVSN                                                           | Rússia - RVSN                                                           |
| 16 de setembre 11:10 | | RVSN                                            | Suborbital                                          | Prova de míssils                                     | 16 de setembre                                                          | Reeixit                                                                 |
| 18 de setembre 08:01 | Estats Units - Minuteman III | Estats Units - Minuteman III                    | Estats Units - Vandenberg LF-26                     | Estats Units - Vandenberg LF-26                      | Estats Units - Força Aèria dels Estats Units d'Amèrica                  | Estats Units - Força Aèria dels Estats Units d'Amèrica                  |
| 18 de setembre 08:01 | Estats Units - GRP-IDF-2 | Força Aèria dels Estats Units d'Amèrica         | Suborbital                                          | Prova de míssils                                     | 18 de setembre                                                          | Reeixit                                                                 |
| 18 de setembre 15:00 | Canadà - Black Brant IX | Canadà - Black Brant IX                         | Estats Units - White Sands                          | Estats Units - White Sands                           | Estats Units - NASA                                                     | Estats Units - NASA                                                     |
| 18 de setembre 15:00 | Estats Units - SOAREX-1 | NASA                                            | Suborbital                                          | Hypersonic dynamics test                             | 18 de setembre                                                          | Reeixit                                                                 |
| 21 de setembre 14:51 | Índia - RH-560/300 MK II | Índia - RH-560/300 MK II                        | Índia - Sriharikota                                 | Índia - Sriharikota                                  | Índia - ISRO                                                            | Índia - ISRO                                                            |
| 21 de setembre 14:51 | Índia Alemanya - DEOS F06 | ISRO/DLR                                        | Suborbital                                          | Investigació de la Ionosfera                         | 21 de setembre                                                          | Reeixit                                                                 |
| 23 de setembre 05:06 | Estats Units - Pegasus-XL/HAPS | Estats Units - Pegasus-XL/HAPS                  | Estats UnitsStargazer, Wallops Island               | Estats UnitsStargazer, Wallops Island                | Estats Units - Orbital Sciences                                         | Estats Units - Orbital Sciences                                         |
| 23 de setembre 05:06 | Estats Units - Orbcomm C1 | Orbcomm                                         | Terrestre baixa                                     | Comunicacions                                        | En òrbita                                                               | Operacional                                                             |
| 23 de setembre 05:06 | Estats Units - Orbcomm C2 | Orbcomm                                         | Terrestre baixa                                     | Comunicacions                                        | En òrbita                                                               | Operacional                                                             |
| 23 de setembre 05:06 | Estats Units - Orbcomm C3 | Orbcomm                                         | Terrestre baixa                                     | Comunicacions                                        | En òrbita                                                               | Operacional                                                             |
| 23 de setembre 05:06 | Estats Units - Orbcomm C4 | Orbcomm                                         | Terrestre baixa                                     | Comunicacions                                        | En òrbita                                                               | Operacional                                                             |
| 23 de setembre 05:06 | Estats Units - Orbcomm C5 | Orbcomm                                         | Terrestre baixa                                     | Comunicacions                                        | En òrbita                                                               | Operacional                                                             |
| 23 de setembre 05:06 | Estats Units - Orbcomm C6 | Orbcomm                                         | Terrestre baixa                                     | Comunicacions                                        | En òrbita                                                               | Operacional                                                             |
| 23 de setembre 05:06 | Estats Units - Orbcomm C7 | Orbcomm                                         | Terrestre baixa                                     | Comunicacions                                        | En òrbita                                                               | Operacional                                                             |
| 23 de setembre 05:06 | Estats Units - Orbcomm C8 | Orbcomm                                         | Terrestre baixa                                     | Comunicacions                                        | En òrbita                                                               | Operacional                                                             |
| 24 de setembre 12:50 | Estats Units - Storm-2 | Estats Units - Storm-2                          | Estats Units - White Sands LC-32                    | Estats Units - White Sands LC-32                     | Estats Units - Orbital Sciences                                         | Estats Units - Orbital Sciences                                         |
| 24 de setembre 12:50 | Estats Units - MTTV | Força Aèria dels Estats Units d'Amèrica         | Suborbital                                          | Objectiu                                             | 24 de setembre                                                          | Reeixit                                                                 |
| 24 de setembre 12:50 | Estats Units - MTD-3 | Força Aèria dels Estats Units d'Amèrica         | Suborbital                                          | Weapons test                                         | 24 de setembre                                                          | Reeixit                                                                 |
| 28 de setembre 15:11 | Índia - RH-560/300 MK II | Índia - RH-560/300 MK II                        | Índia - Sriharikota                                 | Índia - Sriharikota                                  | Índia - ISRO                                                            | Índia - ISRO                                                            |
| 28 de setembre 15:11 | Índia Alemanya - DEOS F07 | ISRO/DLR                                        | Suborbital                                          | Investigació de la Ionosfera                         | 28 de setembre                                                          | Reeixit                                                                 |
| 28 de setembre 23:41 | Rússia - Molniya-M | Rússia - Molniya-M                              | Rússia - Plesetsk Site 43/3                         | Rússia - Plesetsk Site 43/3                          | Rússia                                                                  | Rússia                                                                  |
| 28 de setembre 23:41 | Rússia - Molniya-1T | MOM                                             | Molnia                                              | Comunicacions                                        | En òrbita                                                               | Operacional                                                             |
| Octubre              | |                                                 |                                                     |                                                      |                                                                         |                                                                         |
| 3 d'octubre 10:04    | Estats Units - Taurus 1110 | Estats Units - Taurus 1110                      | Estats Units - Vandenberg LC-576E                   | Estats Units - Vandenberg LC-576E                    | Estats Units - Orbital Sciences                                         | Estats Units - Orbital Sciences                                         |
| 3 d'octubre 10:04    | Estats Units - STEX | NRO                                             | Terrestre baixa                                     | Investigació tecnològica                             | En òrbita                                                               | Error parcial del satèl·lit                                             |
| 3 d'octubre 10:04    | Estats Units - USA-141 (ATeX) | NRO                                             | Terrestre baixa                                     | Investigació tecnològica                             | En òrbita                                                               | Error del satèl·lit                                                     |
| 3 d'octubre 10:04    | L'ATeX va fallar en desplegar-se totalment i va ser impulsat pel STEX el 16 de gener de 1999 per protegir la nau espacial principal |                                                 |                                                     |                                                      |                                                                         |                                                                         |
| 5 d'octubre 22:51    | Europa - Ariane 4 44L | Europa - Ariane 4 44L                           | França - Kourou ELA-2                               | França - Kourou ELA-2                                | França - Arianespace                                                    | França - Arianespace                                                    |
| 5 d'octubre 22:51    | França - Eutelsat W2 | Eutelsat                                        | Geosíncrona                                         | Comunicacions                                        | En òrbita                                                               | Operacional                                                             |
| 5 d'octubre 22:51    | Suècia - Sirius 3 | NSAB                                            | Geosíncrona                                         | Comunicacions                                        | En òrbita                                                               | Operacional                                                             |
| 7 d'octubre 12:00    | Rússia - UR-100NU | Rússia - UR-100NU                               | Kazakhstan - Baikonur                               | Kazakhstan - Baikonur                                | Rússia - RVSN                                                           | Rússia - RVSN                                                           |
| 7 d'octubre 12:00    | | RVSN                                            | Suborbital                                          | Prova de míssils                                     | 7 d'octubre                                                             | Reeixit                                                                 |
| 9 d'octubre 22:50    | Estats Units - Atlas IIA | Estats Units - Atlas IIA                        | Estats Units - Cape Canaveral SLC-36B               | Estats Units - Cape Canaveral SLC-36B                | Rússia Estats Units - International Launch Services                     | Rússia Estats Units - International Launch Services                     |
| 9 d'octubre 22:50    | França - Hot Bird 5 | Eutelsat                                        | Geosíncrona                                         | Comunicacions                                        | En òrbita                                                               | Operacional                                                             |
| 20 d'octubre 07:19   | Estats Units - Atlas IIA | Estats Units - Atlas IIA                        | Estats Units - Cape Canaveral SLC-36A               | Estats Units - Cape Canaveral SLC-36A                | Estats Units                                                            | Estats Units                                                            |
| 20 d'octubre 07:19   | Estats Units - USA-140 (UHF F/O F9) | Marina dels Estats Units d'Amèrica              | Geosíncrona                                         | Comunicacions                                        | En òrbita                                                               | Operacional                                                             |
| 21 d'octubre 16:37   | Europa - Ariane 5G | Europa - Ariane 5G                              | França - Kourou ELA-3                               | França - Kourou ELA-3                                | França - Arianespace                                                    | França - Arianespace                                                    |
| 21 d'octubre 16:37   | Europa - Maqsat 3 | ESA                                             | Transferència geosíncrona                           | Prova de rendiment de coet                           | En òrbita                                                               | Reeixit                                                                 |
| 21 d'octubre 16:37   | Europa - ARD | ESA                                             | Suborbital                                          | Demostració de recuperació de nau espacial           | 21 d'octubre                                                            | Reeixit                                                                 |
| 21 d'octubre 16:37   | L'ARD va ser recuperat a l'oceà Pacífic per la Marina francesa |                                                 |                                                     |                                                      |                                                                         |                                                                         |
| 22 d'octubre 12:53   | Rússia - Topol | Rússia - Topol                                  | Rússia - Plesetsk Site 158                          | Rússia - Plesetsk Site 158                           | Rússia - RVSN                                                           | Rússia - RVSN                                                           |
| 22 d'octubre 12:53   | | RVSN                                            | Suborbital                                          | Prova de míssils                                     | 22 d'octubre                                                            | Error                                                                   |
| 22 d'octubre 12:53   | Es va activar l'autodestrucció després que el coet sortís del seu rumb |                                                 |                                                     |                                                      |                                                                         |                                                                         |
| 22 d'octubre 00:02   | Estats Units - Pegasus-H | Estats Units - Pegasus-H                        | Estats UnitsStargazer, Cape Canaveral               | Estats UnitsStargazer, Cape Canaveral                | Estats Units - Orbital Sciences                                         | Estats Units - Orbital Sciences                                         |
| 22 d'octubre 00:02   | Brasil - SCD-2 | INPE                                            | Terrestre baixa                                     | Comunicacions                                        | En òrbita                                                               | Operacional                                                             |
| 24 d'octubre 21:13   | Estats Units - Delta II 7326-9.5 | Estats Units - Delta II 7326-9.5                | Estats Units - Cape Canaveral SLC-17A               | Estats Units - Cape Canaveral SLC-17A                | Estats Units - Boeing IDS                                               | Estats Units - Boeing IDS                                               |
| 24 d'octubre 21:13   | Estats Units - Deep Space 1 | NASA                                            | Heliocèntrica                                       | Sonda d'asteroide/cometa                             | En òrbita                                                               | Reeixit                                                                 |
| 24 d'octubre 21:13   | Estats Units - SEDSAT-1 | Alabama                                         | Terrestre baixa                                     | Radioaficionat                                       | En òrbita                                                               | Operacional                                                             |
| 24 d'octubre 21:13   | Vol inaugural del Delta II 7326 El Deep Space 1 va realitzar sobrevols del 1992 KD i el 19P/Borrelly |                                                 |                                                     |                                                      |                                                                         |                                                                         |
| 25 d'octubre 04:14   | Rússia - Soiuz-U | Rússia - Soiuz-U                                | Kazakhstan - Baikonur Site 1/5                      | Kazakhstan - Baikonur Site 1/5                       | Rússia - Roskosmos                                                      | Rússia - Roskosmos                                                      |
| 25 d'octubre 04:14   | Rússia - Progress M-40 | Roskosmos                                       | Terrestre baixa (Mir)                               | Logística                                            | 5 de febrer 1999 11:10                                                  | Reeixit                                                                 |
| 25 d'octubre 04:14   | França Estats Units Rússia - Spútnik-41 | ACF/AMSAT/RuAF                                  | Terrestre baixa                                     | Radioaficionat                                       | 11 de gener 1999                                                        | Reeixit                                                                 |
| 25 d'octubre 04:14   | El Spútnik-41 va ser desplegat des del Mir durant un EVA el 10 de novembre |                                                 |                                                     |                                                      |                                                                         |                                                                         |
| 28 d'octubre 22:15   | Europa - Ariane 4 44L | Europa - Ariane 4 44L                           | França - Kourou ELA-2                               | França - Kourou ELA-2                                | França - Arianespace                                                    | França - Arianespace                                                    |
| 28 d'octubre 22:15   | Estats Units - AfriStar | 1worldspace                                     | Geosíncrona                                         | Comunicacions                                        | En òrbita                                                               | Operacional                                                             |
| 28 d'octubre 22:15   | Estats Units - GE 5 | GE Americom                                     | Geosíncrona                                         | Comunicacions                                        | En òrbita                                                               | Operacional                                                             |
| 29 d'octubre 19:19   | Estats Units - Transbordador Espacial Discovery | Estats Units - Transbordador Espacial Discovery | Estats Units - Kennedy LC-39B                       | Estats Units - Kennedy LC-39B                        | Estats Units - United Space Alliance                                    | Estats Units - United Space Alliance                                    |
| 29 d'octubre 19:19   | Estats Units - STS-95 | NASA                                            | Terrestre baixa                                     | Investigació de microgravetat                        | 7 de novembre 17:03                                                     | Reeixit                                                                 |
| 29 d'octubre 19:19   | Estats Units - SpaceHab Single Module | NASA/SpaceHab                                   | Terrestre baixa (Discovery)                         | Investigació científica                              | 7 de novembre 17:03                                                     | Reeixit                                                                 |
| 29 d'octubre 19:19   | Estats Units - SPARTAN-201 | NASA                                            | Terrestre baixa                                     | Observació solar                                     | 7 de novembre 17:03                                                     | Reeixit                                                                 |
| 29 d'octubre 19:19   | Estats Units - PANSAT (PO-34) | Marina dels Estats Units d'Amèrica              | Terrestre baixa                                     | Demostració tecnològica                              | En òrbita                                                               | Operacional                                                             |
| 29 d'octubre 19:19   | Vol orbital tripulat amb set astronautes incloent el primer viatger espacial espanyol (Pedro Duque) i la persona més vella en volar a l'espai (John Glenn) El PANSAT va ser desplegat el 30 d'octubre; L'SPARTAN va ser desplegat l'1 de novembre i recuperat el 3 de novembre |                                                 |                                                     |                                                      |                                                                         |                                                                         |
| Novembre             | |                                                 |                                                     |                                                      |                                                                         |                                                                         |
| 2 de novembre 18:20  | Canadà - Black Brant IX | Canadà - Black Brant IX                         | Estats Units - White Sands                          | Estats Units - White Sands                           | Estats Units - NASA                                                     | Estats Units - NASA                                                     |
| 2 de novembre 18:20  | Estats Units - SOPHIE (NCAR/CU-7) | NASA                                            | Suborbital                                          | Observació solar ultraviolada                        | 2 de novembre                                                           | Reeixit                                                                 |
| 4 de novembre 05:12  | Rússia - Proton-K/DM-2M | Rússia - Proton-K/DM-2M                         | Kazakhstan - Baikonur Site 81/23                    | Kazakhstan - Baikonur Site 81/23                     | Rússia Estats Units - International Launch services                     | Rússia Estats Units - International Launch services                     |
| 4 de novembre 05:12  | Estats Units - PanAmSat 8 | PanAmSat                                        | Geosíncrona                                         | Comunicacions                                        | En òrbita                                                               | Operacional                                                             |
| 6 de novembre 01:32  | Estats Units - AIT-1 | Estats Units - AIT-1                            | Estats Units - Kodiak Island                        | Estats Units - Kodiak Island                         | Estats Units - Orbital Sciences                                         | Estats Units - Orbital Sciences                                         |
| 6 de novembre 01:32  | | Força Aèria dels Estats Units d'Amèrica         | Suborbital                                          | Prova de coet                                        | 6 de novembre                                                           | Reeixit                                                                 |
| 6 de novembre 01:32  | Primer llançament des de Kodiak Island |                                                 |                                                     |                                                      |                                                                         |                                                                         |
| 6 de novembre 13:37  | Estats Units - Delta II 7920-10C | Estats Units - Delta II 7920-10C                | Estats Units - Vandenberg SLC-2W                    | Estats Units - Vandenberg SLC-2W                     | Estats Units - Boeing IDS                                               | Estats Units - Boeing IDS                                               |
| 6 de novembre 13:37  | Estats Units - Iridium 2 | Iridium                                         | Terrestre baixa                                     | Comunicacions                                        | En òrbita                                                               | Error del vehicle                                                       |
| 6 de novembre 13:37  | Estats Units - Iridium 86 | Iridium                                         | Terrestre baixa                                     | Comunicacions                                        | En òrbita                                                               | Operacional                                                             |
| 6 de novembre 13:37  | Estats Units - Iridium 85 | Iridium                                         | Terrestre baixa                                     | Comunicacions                                        | 30 de desembre 2000                                                     | Error del vehicle                                                       |
| 6 de novembre 13:37  | Estats Units - Iridium 84 | Iridium                                         | Terrestre baixa                                     | Comunicacions                                        | En òrbita                                                               | Operacional                                                             |
| 6 de novembre 13:37  | Estats Units - Iridium 83 | Iridium                                         | Terrestre baixa                                     | Comunicacions                                        | En òrbita                                                               | Operacional                                                             |
| 18 de novembre 15:40 | Canadà - Black Brant IX | Canadà - Black Brant IX                         | Estats Units - White Sands                          | Estats Units - White Sands                           | Estats Units - NASA                                                     | Estats Units - NASA                                                     |
| 18 de novembre 15:40 | | NASA                                            | Suborbital                                          | Investigació de microgravetat                        | 18 de novembre                                                          | Reeixit                                                                 |
| 18 de novembre 23:00 | Japó - TR-1 | Japó - TR-1                                     | Japó - Tanegashima LA-T                             | Japó - Tanegashima LA-T                              | Japó - NASDA                                                            | Japó - NASDA                                                            |
| 18 de novembre 23:00 | | NASDA                                           | Suborbital                                          | Investigació de microgravetat                        | 18 de novembre                                                          | Reeixit                                                                 |
| 20 de novembre       | Estats Units - Aries | Estats Units - Aries                            | Estats Units - Pacific Missile Range                | Estats Units - Pacific Missile Range                 | Estats Units - Força Aèria dels Estats Units d'Amèrica                  | Estats Units - Força Aèria dels Estats Units d'Amèrica                  |
| 20 de novembre       | Estats Units - TTV-1 | Força Aèria dels Estats Units d'Amèrica         | Suborbital                                          | Objectiu vehicle                                     | 20 de novembre                                                          | Reeixit                                                                 |
| 20 de novembre 05:12 | Rússia - Proton-K | Rússia - Proton-K                               | Kazakhstan - Baikonur Site 81/23                    | Kazakhstan - Baikonur Site 81/23                     | Rússia - Roskosmos                                                      | Rússia - Roskosmos                                                      |
| 20 de novembre 05:12 | Nacions Unides - Zarya | NASA/Roskosmos                                  | Terrestre baixa (ISS)                               | mòdul de la ISS                                      | En òrbita                                                               | Operacional                                                             |
| 20 de novembre 05:12 | Primer llançament del programa de l'estació espacial internacional (ISS) |                                                 |                                                     |                                                      |                                                                         |                                                                         |
| 22 de novembre 23:54 | Estats Units - Delta II 7925-9.5 | Estats Units - Delta II 7925-9.5                | Estats Units - Cape Canaveral SLC-17B               | Estats Units - Cape Canaveral SLC-17B                | Estats Units - Boeing IDS                                               | Estats Units - Boeing IDS                                               |
| 22 de novembre 23:54 | Noruega - BONUM-1 | Telenor                                         | Geosíncrona                                         | Comunicacions                                        | En òrbita                                                               | Operacional                                                             |
| 24 de novembre 09:53 | Europa - Maxus | Europa - Maxus                                  | Suècia - Esrange                                    | Suècia - Esrange                                     | Suècia - SSC                                                            | Suècia - SSC                                                            |
| 24 de novembre 09:53 | | ESA                                             | Suborbital                                          | Investigació científica                              | 24 de novembre                                                          | Reeixit                                                                 |
| Desembre             | |                                                 |                                                     |                                                      |                                                                         |                                                                         |
| 3 de desembre 11:04  | Estats Units - Nike-Orion | Estats Units - Nike-Orion                       | Suècia - Esrange                                    | Suècia - Esrange                                     | Alemanya - DLR                                                          | Alemanya - DLR                                                          |
| 3 de desembre 11:04  | Alemanya - Mini-Texus 6 | DLR                                             | Suborbital                                          | Investigació de microgravetat                        | 3 de desembre                                                           | Reeixit                                                                 |
| 4 de desembre 08:35  | Estats Units - Transbordador Espacial Endeavour | Estats Units - Transbordador Espacial Endeavour | Estats Units - Kennedy LC-39A                       | Estats Units - Kennedy LC-39A                        | Estats Units - United Space Alliance                                    | Estats Units - United Space Alliance                                    |
| 4 de desembre 08:35  | Estats Units - STS-88 | NASA                                            | Terrestre baixa (ISS)                               | Construcció de la ISS                                | 16 de desembre 04:53                                                    | Reeixit                                                                 |
| 4 de desembre 08:35  | Nacions Unides - Unity (Node 1) | NASA                                            | Terrestre baixa (ISS)                               | mòdul de la ISS                                      | En òrbita                                                               | Operacional                                                             |
| 4 de desembre 08:35  | Nacions Unides - PMA-1 | NASA                                            | Terrestre baixa (ISS)                               | Component de la ISS                                  | En òrbita                                                               | Operacional                                                             |
| 4 de desembre 08:35  | Nacions Unides - PMA-2 | NASA                                            | Terrestre baixa (ISS)                               | Component de la ISS                                  | En òrbita                                                               | Operacional                                                             |
| 4 de desembre 08:35  | Argentina - SAC-A | CONAE                                           | Terrestre baixa                                     | Demostració tecnològica                              | 25 d'octubre 1999                                                       | Reeixit                                                                 |
| 4 de desembre 08:35  | Estats Units - MightySat 1 | Força Aèria dels Estats Units d'Amèrica         | Terrestre baixa                                     | Demostració tecnològica                              | 21 de novembre 1999                                                     | Reeixit                                                                 |
| 4 de desembre 08:35  | Vol orbital tripulat amb sis astronautes Primer vol tripulat de l'Estació Espacial Internacional El SAC-A es va desplegar el 14 de desembre i el MightySat el 15 de desembre                                                                                                   |                                                 |                                                     |                                                      |                                                                         |                                                                         |
| 6 de desembre 00:43  | Europa - Ariane 4 42L | Europa - Ariane 4 42L                           | França - Kourou ELA-2                               | França - Kourou ELA-2                                | França - Arianespace                                                    | França - Arianespace                                                    |
| 6 de desembre 00:43  | Mèxic - Satmex 5 | Satmex                                          | Geosíncrona                                         | Comunicacions                                        | En òrbita                                                               | Operacional                                                             |
| 6 de desembre 00:57  | Estats Units - Pegasus-XL | Estats Units - Pegasus-XL                       | Estats UnitsStargazer, Vandenberg                   | Estats UnitsStargazer, Vandenberg                    | Estats Units - Orbital Sciences                                         | Estats Units - Orbital Sciences                                         |
| 6 de desembre 00:57  | Estats Units - SWAS | NASA                                            | Terrestre baixa                                     | Astronomia                                           | En òrbita                                                               | Operacional                                                             |
| 8 de desembre 11:25  | Rússia - Topol | Rússia - Topol                                  | Rússia - Plesetsk Site 158                          | Rússia - Plesetsk Site 158                           | Rússia - RVSN                                                           | Rússia - RVSN                                                           |
| 8 de desembre 11:25  | | RVSN                                            | Suborbital                                          | Prova de míssils                                     | 8 de desembre                                                           | Reeixit                                                                 |
| 9 de desembre 10:20  | Rússia - RT-23 | Rússia - RT-23                                  | Rússia - Plesetsk                                   | Rússia - Plesetsk                                    | Rússia - RVSN                                                           | Rússia - RVSN                                                           |
| 9 de desembre 10:20  | | RVSN                                            | Suborbital                                          | Vol de proves                                        | 9 de desembre                                                           | Reeixit                                                                 |
| 10 de desembre       | Rússia - UR-100NU | Rússia - UR-100NU                               | Kazakhstan - Baikonur                               | Kazakhstan - Baikonur                                | Rússia - RVSN                                                           | Rússia - RVSN                                                           |
| 10 de desembre       | | RVSN                                            | Suborbital                                          | Prova de míssils                                     | 10 de desembre                                                          | Reeixit                                                                 |
| 10 de desembre 11:57 | Rússia - Kosmos-3M | Rússia - Kosmos-3M                              | Rússia - Plesetsk Site 132/1                        | Rússia - Plesetsk Site 132/1                         | Rússia                                                                  | Rússia                                                                  |
| 10 de desembre 11:57 | Rússia - Nadezhda 5 | MO RF                                           | Terrestre baixa                                     | Navegació                                            | En òrbita                                                               | Operacional                                                             |
| 10 de desembre 11:57 | Suècia - Astrid-2 | SSC                                             | Terrestre baixa                                     | Aurora research                                      | En òrbita                                                               | Operacional                                                             |
| 11 de desembre 18:45 | Estats Units - Delta II 7425-9.5 | Estats Units - Delta II 7425-9.5                | Estats Units - Cape Canaveral SLC-17A               | Estats Units - Cape Canaveral SLC-17A                | Estats Units - Boeing IDS                                               | Estats Units - Boeing IDS                                               |
| 11 de desembre 18:45 | Estats Units - Mars Climate Orbiter | NASA                                            | Destinat: Areocèntrica Actual: Heliocèntrica        | Orbitador de Mart                                    | 23 de setembre 1999                                                     | Error del vehicle                                                       |
| 11 de desembre 18:45 | Vol inaugural del Delta II 7425 El MCO va impactar sobre Mart durant la inserció orbital a causa d'un error en la unitat de conversions entre els sistemes mètric i imperial                                                                                                   |                                                 |                                                     |                                                      |                                                                         |                                                                         |
| 19 de desembre 11:39 | Xina - Llarga Marxa 2C | Xina - Llarga Marxa 2C                          | Xina - Taiyuan LC-1                                 | Xina - Taiyuan LC-1                                  | Xina                                                                    | Xina                                                                    |
| 19 de desembre 11:39 | Estats Units - Iridium 20 | Iridium                                         | Terrestre baixa                                     | Comunicacions                                        | En òrbita                                                               | Operacional                                                             |
| 19 de desembre 11:39 | Estats Units - Iridium 11 | Iridium                                         | Terrestre baixa                                     | Comunicacions                                        | En òrbita                                                               | Operacional                                                             |
| 22 de desembre 01:08 | Europa - Ariane 4 42L | Europa - Ariane 4 42L                           | França - Kourou ELA-2                               | França - Kourou ELA-2                                | França - Arianespace                                                    | França - Arianespace                                                    |
| 22 de desembre 01:08 | Estats Units - PAS-6B | PanAmSat                                        | Geosíncrona                                         | Comunicacions                                        | En òrbita                                                               | Operacional                                                             |
| 24 de desembre 20:02 | Rússia - Kosmos-3M | Rússia - Kosmos-3M                              | Rússia - Plesetsk Site 132/1                        | Rússia - Plesetsk Site 132/1                         | Rússia                                                                  | Rússia                                                                  |
| 24 de desembre 20:02 | Rússia - Kosmos 2361 (Parus) | MO RF                                           | Terrestre baixa                                     | Navegació                                            | En òrbita                                                               | Operacional                                                             |
| 30 de desembre 18:35 | Rússia - Proton-K/DM-2 | Rússia - Proton-K/DM-2                          | Kazakhstan - Baikonur Site 200/39                   | Kazakhstan - Baikonur Site 200/39                    | Rússia                                                                  | Rússia                                                                  |
| 30 de desembre 18:35 | Rússia - Kosmos 2362 (GLONASS) | MOM                                             | Terrestre Mitjana                                   | Navegació                                            | En òrbita                                                               | Operacional                                                             |
| 30 de desembre 18:35 | Rússia - Kosmos 2363 (GLONASS) | MOM                                             | Terrestre Mitjana                                   | Navegació                                            | En òrbita                                                               | Operacional                                                             |
| 30 de desembre 18:35 | Rússia - Kosmos 2364 (GLONASS) | MOM                                             | Terrestre Mitjana                                   | Navegació                                            | En òrbita                                                               | Operacional                                                             |

## Encontres espacials
| Data (GMT)     | Nau espacial           | Esdeveniment                      | Comentaris                                                                                |
| -------------- | ---------------------- | --------------------------------- | ----------------------------------------------------------------------------------------- |
| 11 de gener    | Lunar Prospector       | Injecció en òrbita selenocèntrica |                                                                                           |
| 23 de gener    | NEAR                   | Sobrevol de la Terra              | Apropament màxim: 540 km                                                                  |
| 10 de febrer   | Galileo                | 5è sobrevol d'Europa              |                                                                                           |
| 29 de març     | Galileo                | 6è sobrevol d'Europa              |                                                                                           |
| 26 d'abril     | Cassini                | 1r sobrevol de Venus              | Assistència gravitatòria                                                                  |
| 13 de maig     | AsiaSat 3/HGS 1 Comsat | 1r sobrevol de la Lluna           | Primer ús de la gravetat lunar per a una missió de recuperació; Apropament màxim: 6200 km |
| 31 de maig     | Galileo                | 7è sobrevol d'Europa              |                                                                                           |
| 1 de juny      | AsiaSat 3/HGS 1        | 2n sobrevol de la Lluna           | Apropament màxim: 34.300 km                                                               |
| 21 de juliol   | Galileo                | 8è sobrevol d'Europa              |                                                                                           |
| 26 de setembre | Galileo                | 9è sobrevol d'Europa              |                                                                                           |
| 22 de novembre | Galileo                | 10è sobrevol d'Europa             |                                                                                           |
| 20 de desembre | Nozomi                 | 1r sobrevol de la Terra           |                                                                                           |
| 23 de desembre | NEAR                   | Sobrevol de 433 Eros              | Apropament màxim: 3827 km                                                                 |

## EVAs
| Inici data/hora      | Duració           | Hora Finalització    | Nau espacial                                  | Tripulació                                                    | Funció | Comentaris                                                    |
| -------------------- | ----------------- | -------------------- | --------------------------------------------- | ------------------------------------------------------------- | --- | ------------------------------------------------------------- |
| 8 de gener 23:08     | 3 hores 6 minuts  | 9 de gener 02:14     | Mir EO-24                                     | Rússia - Anatoli Soloviov · Rússia - Pàvel Vinogràdov         | Reparat el sistema de resclosa d'aire de segellat contra danyats, s'utilitza el braç Strela per moure's a través de la Mir i recuperar l'experiment de monitor òptic americà. Comprovada la integritat dels cables que es connecten a diverses antenes. |                                                               |
| 14 de gener 21:12    | 3 hores 52 minuts | 15 de gener 01:04    | Mir EO-24                                     | Rússia - Anatoli Soloviov · Estats Units - David Wolf         | Es continua fent més reparacions a l'escotilla a la borsa d'aire del Kvant-2 i s'utilitza un dispositiu foto-reflectòmetre portàtil per inspeccionar la superfície exterior de l'estació. |                                                               |
| 1 d'abril 13:35      | 6 hores 40 minuts | 20:15                | Mir EO-25                                     | Kazakhstan - Talgat Mussabàiev · Rússia - Nikolai Budarin     | Es va instal·lar un conjunt de passamans i un de dos dispositius de retenció de peu a l'exterior del mòdul Spektr en preparació per a la reparació de la matriu solar danyat. |                                                               |
| 6 d'abril 13:35      | 4 hores 15 minuts | 17:50                | Mir EO-25                                     | Kazakhstan - Talgat Mussabàiev · Rússia - Nikolai Budarin     | Comença la reparació dels panells solars danyats del Spektr. Després d'instal·lar una fèrula en els panells trencats, els caminants espacials van haver de tornar ràpidament a la bossa d'aire per manejar un problema amb el control d'altitud de l'estació. |                                                               |
| 11 d'abril 09:55     | 6 hores 25 minuts | 16:20                | Mir EO-25                                     | Kazakhstan - Talgat Mussabàiev · Rússia - Nikolai Budarin     | Es rebutja el motor propulsor extern (VDU) que havia estat situat a la part superior del braç Sofora i recuperar un experiment de l'estructura Rapana. | El desmantellament de l'estructura Rapana no es va completar. |
| 17 d'abril 07:40     | 6 hores 33 minuts | 14:13                | Mir EO-25                                     | Kazakhstan - Talgat Mussabàiev · Rússia - Nikolai Budarin     | Eliminades dues estructures, es fixen a les superfícies exteriors i es reposiciona el motor nou d'impuls (VDU) per a usos posteriors. |                                                               |
| 22 d'abril 05:34     | 6 hores 21 minuts | 11:55                | Mir EO-25                                     | Kazakhstan - Talgat Mussabàiev · Rússia - Nikolai Budarin     | Completada la instal·lació de la unitat d'hèlix del nou PVD en la part superior del braç Sofora. |                                                               |
| 15 de setembre 20:00 | 30 minuts         | 20:30                | Mir EO-26                                     | Rússia - Guennadi Pàdalka · Rússia - Sergei Avdeyev           | Caminada espacial a l'interior del mòdul despressuritzat Spektr per connectar els cables elèctrics i de control per al servomotor de la matriu solar. |                                                               |
| 10 de novembre 19:24 | 5 hores 54 minuts | 11 de novembre 01:18 | Mir EO-26                                     | Rússia - Guennadi Pàdalka · Rússia - Sergei Avdeyev           | Es va desplegar el Spútnik-41, es va desplegar un "capturador de meteorits" francès destinat a prendre una mica de pols de la pluja de meteors Leònids. |                                                               |
| 7 de desembre 22:10  | 7 hores 21 minuts | 8 de desembre 05:31  | STS-88 ISS - Transbordador espacial Endeavour | Estats Units - Jerry L. Ross · Estats Units - James H. Newman | Ordinador connectat i cables elèctrics entre el node Unity, els dos adaptadors d'acoblament units a cada extrem del Unity, i el Zarya Functional Cargo Block (FGB). | Primer EVA de construcció de la ISS                           |
| 9 de desembre 20:33  | 7 hores 2 minuts  | 10 de desembre 03:35 | STS-88 ISS Endeavour                          | Estats Units - Jerry L. Ross · Estats Units - James H. Newman | Instal·lades dos antenes amb forma de caixa a l'exterior del mòdul Unity que són part del sistema de comunicacions antic de banda S. |                                                               |
| 12 de desembre 20:33 | 6 hores 59 minuts | 13 de desembre 03:32 | STS-88 ISS Endeavour                          | Estats Units - Jerry L. Ross · Estats Units - James H. Newman | Comprovació sobre una coberta d'aïllament en una connexió de cable a la part inferior del Pressurized Mating Adapter (PMA-2) per assegurar-se que s'ha instal·lat completament les eines adjuntes de l'EVA a la banda de l'adaptador superior (PMA-1) del Unity en preparació per a posteriors EVAs, i s'inspecciona els objectius del Orbiter Space Vision System al Unity. |                                                               |